# Seutter von Loetzen (Adelsgeschlecht)

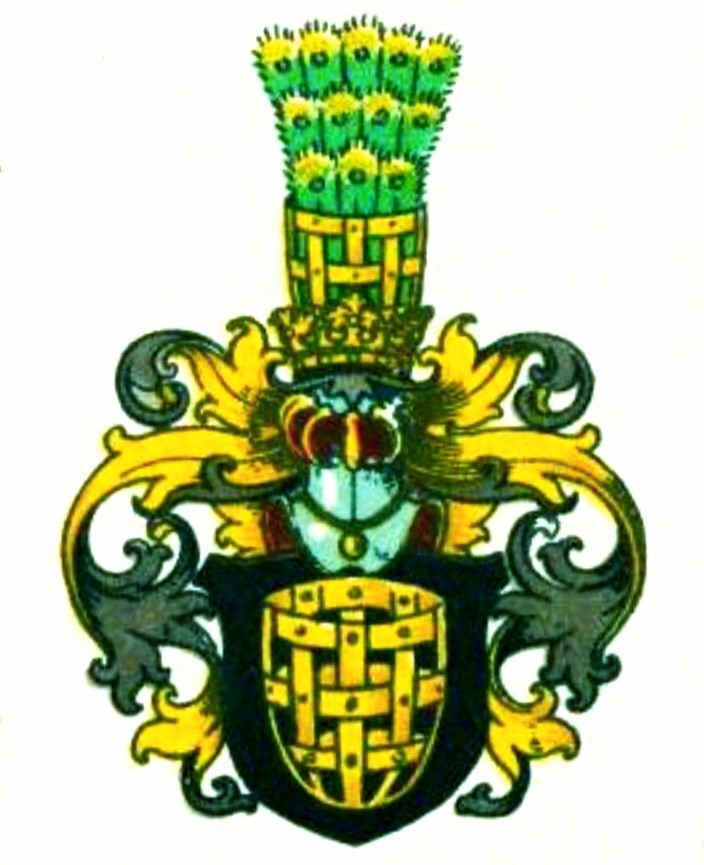
Wappen (1559 und 1813) der (ritterlichen) Seutter von Loetzen

Die Patrizier, Reichsritter und Freiherren der großteils evangelischen Familie Seutter von Loetzen (auch Seutter von Lötzen) sind Nachkommen der Seuter (auch Seutter, Sewter, Suiter, usw.), die um 1500 als Ritter im Umland von Kempten und als Patrizier in der Reichsstadt Kempten ansässig waren. Das schwäbische Adelsgeschlecht stammt aus dem Allgäu in Oberschwaben. Erste urkundliche Nennungen gibt es im 13. und 14. Jahrhundert. Die ununterbrochene Stammliste umfasst 18 Generationen vom 15. bis ins 21. Jahrhundert. [Im Folgenden bedeuten: * = Geburt, ** = Taufe, ⚭ = Heirat, † = Tod, †† = Bestattung; Großbuchstaben bezeichnen die Generationenfolge, Ziffern die Geschwisterfolge.]

## Name und Herkommen

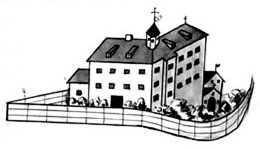
Schlösschen Letzen bei Kempten

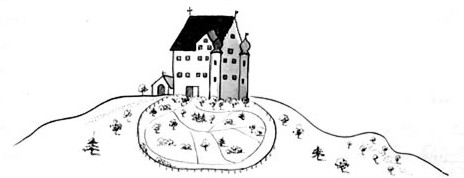
Schlösschen Eggen bei Kempten

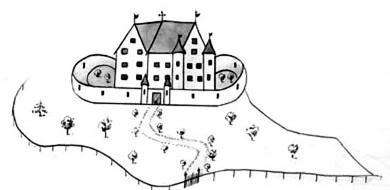
Schlösschen Lenzfried bei Kempten

Die frühen Seutter in Kempten, Vorfahren der Seutter von Loetzen, waren Ritter im Umland von Kempten und eine dem Patriziat der Reichsstadt Kempten angehörige Familie. Etwa ab dem 15. Jahrhundert waren sie im Groß- und Fernhandel tätig. Sie handelten vor allem mit schwäbischer Leinwand – damals gab es etwa 800 Leinenweber in Kempten – und hatten Beziehungen nach Italien und Spanien. Auch waren sie politisch engagiert, als Patrizier der Reichsstädte Kempten, Nürnberg, Ulm und Lindau (B), in kaiserlichen Diensten und zum Beispiel im Schwäbischen Bund.
Und sie saßen auf Rittergütern im Umland von Kempten, die sie teils zu Eigen, teils zu Lehen hatten, mit Gericht, Zwang und Bann. Neben dem namensgebenden Letzen werden insbesondere Eggen (auch Egg, z'Eggen) und Lenzfried (auch Lenzfritz, Lempfried) genannt; aber auch nördlich von Kempten und weiter entfernt gab es Besitzungen. Auch ihre Frauen stammten aus dem reichsstädtischen Patriziat Oberschwabens, das einen weltweiten Handel trieb und nicht nur Reichtum erwarb, sondern sich auch durch Weltoffenheit, Bildung und Können auszeichnete.
1548 gaben Gordian (IV.) und sein Bruder Matthäus (I.) Seuter ihr Bürgerrecht in Kempten auf, nahmen daselbst nur einen Freisitz und zogen sich auf ihre Rittergüter zurück. 1559 wurde ihnen und ihren Nachkommen mit der Adelsbestätigung und Erhebung auch in den erblichen Reichsadel und erbländisch-österreichischen Adel durch Kaiser Ferdinand I. das Prädikat „von Loetzen“ zuerkannt. Loetzen, auch Letzen, Lezen, Letzau, Lötzen oder Lotzen genannt, war ein im Stiftsgebiet Kempten gelegenes Rittergut und Schlösschen im heute Letten genannten Ortsteil von Kempten, das den Seutter zu Lehen gegeben wurde und das sie von 1532 bis 1600 besaßen. Eine Letze war eine kleine wehrtechnische Anlage an der äußersten Verteidigungslinie eines Gebiets, zum Beispiel ein Grenzverhau, eine Wegsperre oder ein Wehrturm. (Zum Landkreis, zur Burg und zur Stadt Lötzen (polnisch: Giżycko) im historischen Ostpreußen gibt es keinen familiengeschichtlichen Bezug.)
Erst 1610 verließ einer der Nachkommen, Matthäus (II.) Seutter von Loetzen (* 1557 Kempten; † 1634 Lindau) die Region Kempten und wandte sich nach Lindau im Bodensee, wo er prompt in die Patriziergesellschaft Zum Sünfzen aufgenommen wurde. Einige seiner Söhne wurden dann Bürger der Reichsstädte Nürnberg und Ulm. Die heutigen Seutter von Loetzen sind Nachkommen der Lindauer Linie.
Das Auf und Ab der Familiengeschichte hat der Historiker Hans Marte zum Inhalt seines Artikels „Ein Lindauer Patriziergeschlecht im Spiegel der Zeit“ (erschienen am 26. August 1954 in „Der Lindauer Reitende Bote“) gemacht. Treffend titelt er: „An dem Beispiel der Geschichte der alten Lindauer Patrizierfamilie der Seutter von Loetzen soll hier gezeigt werden, wie das Wetter für die Schicksale einer Familie in der großen Außenpolitik gemacht wird“.

## Adelsbestätigungen, Wappenbesserungen und Standeserhöhungen

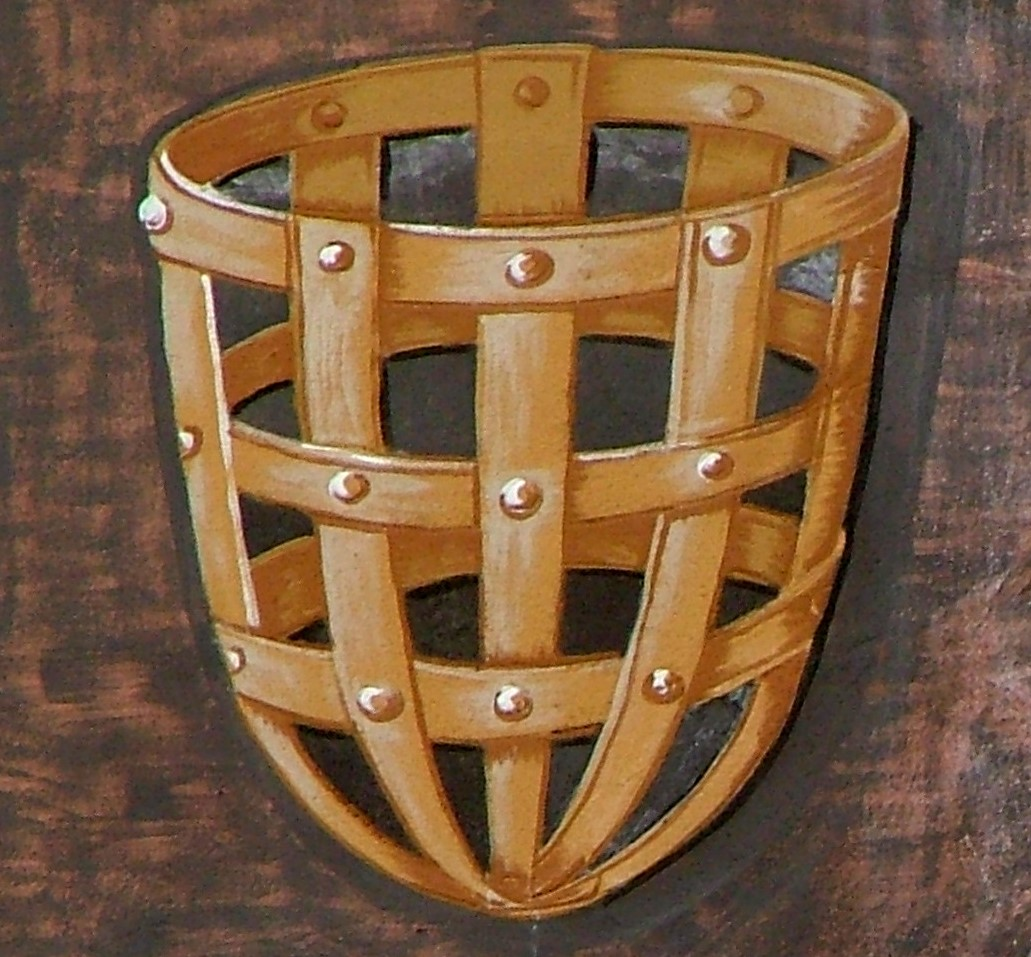
Wappenfigur des Seutter-Wappens außen am Rathaus von Kempten

1559 gewährte Kaiser Ferdinand I. den Brüdern Gordian (IV.) (1528–1586), Kaiserlicher Secretarius, und Matthäus (I.) (1530–1597) „die Seuter“ im Zuge der Anerkennung und Erneuerung ihres Adels, Wappens und Kleinods und der zusätzlichen Erhebung in den erblichen Reichsadel und erbländisch-österreichischen Adel 2. Grades für sich und ihre Nachkommen das Adelsprädikat von Loetzen und eine Wappenbesserung: Auf dem Schild mit dem geflochtenen aufrecht stehenden und oben offenen gelben oder goldenen Roßmaulkorb (vgl. Fressbremse für Pferde) in Schwarz steht ein von einer Laubkrone gekrönter freier offener Turnierhelm mit Schmuckkette und schwarz-goldenen Helmdecken, darauf der goldene Korb besteckt mit einem natürlichen Pfauenwedel.
[Hinweis: Bestimmend für ein verliehenes Wappen (vgl. Wappenrecht) ist nicht das künstlerisch oft recht frei gestaltete Wappenbild, der Aufriss, sondern der Wappenbrief und der darin enthaltene Text der Wappenbeschreibung, die Blasonierung. Dabei sind insbesondere rechts bzw. vorne, und links bzw. hinten, heraldisch zu verstehen, also auf die Blickrichtung und den rechten Arm (Schwertarm) des Schildträgers bezogen. Der Schild wurde am linken Arm geführt.]

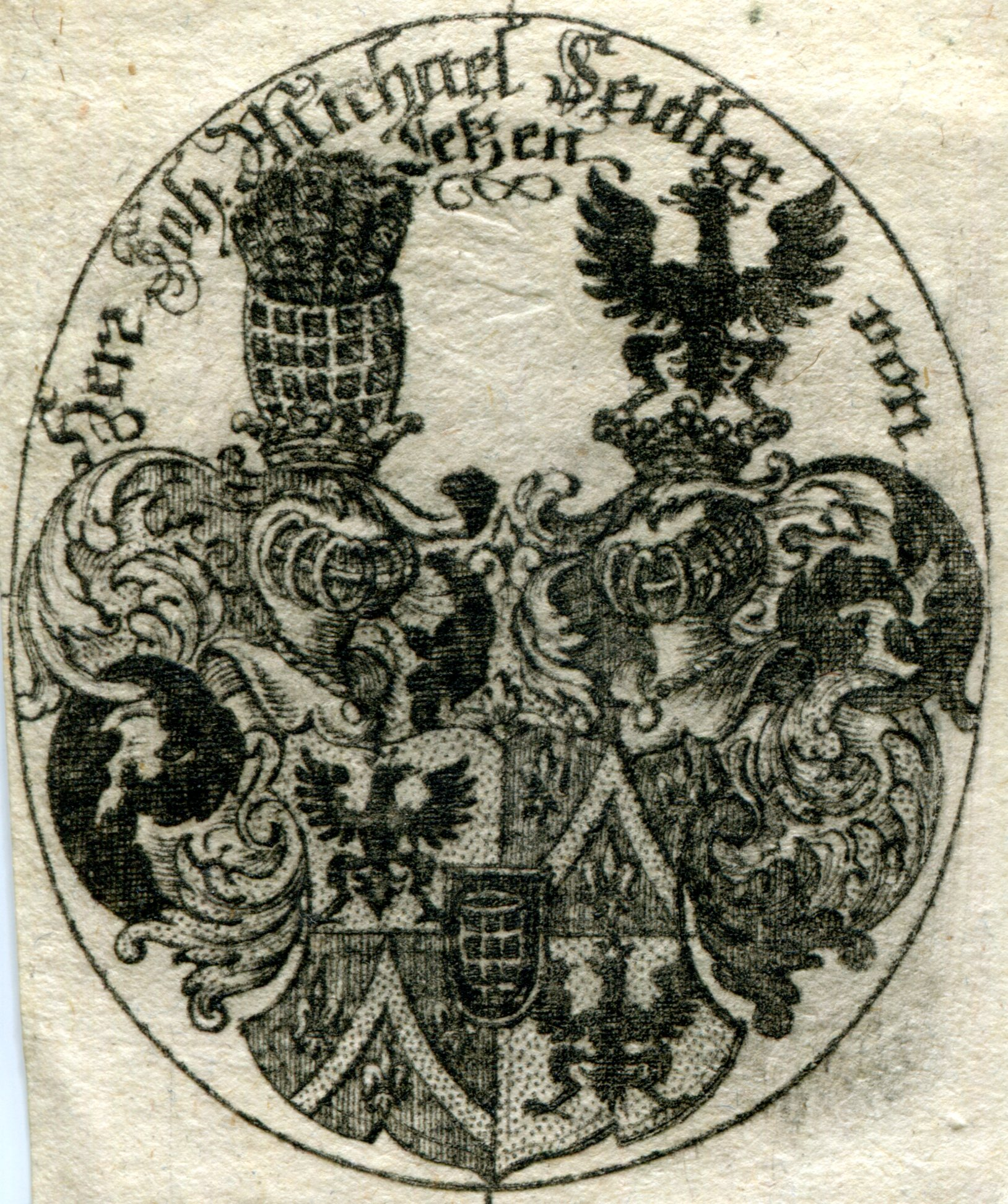
Wappen von Johann Michael Seutter von Loetzen, u. a. 1766 Erster Bürgermeister der Reichsstadt Lindau im Bodensee.

Der aus der Ulmer Linie stammende Johann (Hans) Conrad Seutter von Lötzen (1657–1730) auf Atzelsberg und Steinach wurde 1703/04 von Kaiser Joseph I. in den erbländisch-österreichischen Freiherrnstand und 1712 von Kaiser Karl VI. in den Reichsfreiherrnstand erhoben. Sein Wappen ist geviert mit dem Stammwappen als Herzschild; in I. und IV. in Gold ein gekrönter schwarzer Adler im Aufflug und in II. und III. in Rot ein von drei silbernen Lilien beseiteter goldener Sparren; darüber die 7-zackige Freiherrnkrone und 2 mit Laubkronen gekrönte offene Turnierhelme (Bügel- oder Spangenhelm) mit Schmuckketten, darauf rechts der goldene Korb besteckt mit einem natürlichen Pfauenwedel und links ein rechtssehender schwarzer gekrönter Adler im Aufflug; die Helmdecken rechts sind schwarz-golden und links rot-golden oder auch rot-silbern. Dieses Wappen – natürlich in der ritterlichen Ausgestaltung, ohne die Freiherrnkrone – haben auch die zu Ende des 18. Jahrhunderts in Lindau lebenden Patrizier Seutter von Loetzen unbeanstandet geführt, u. a. die Bürgermeister Johann Michael (I.) und (III.). 

Wappen (1716) der (ritterlichen) Seutter von Lötzen als Patrizier von Ulm

1716 wurden die Brüder Albrecht (II.) († 1735) und Marcus (Marx) Conrad (1685–1725) Seutter von Lötzen in das Patriziat der Reichsstadt Ulm aufgenommen, und dazu gewährte ihnen Kaiser Karl VI. eine Wappenbesserung im Adelsstand: Im geteilten Schild stehen unten in Schwarz der goldene Korb des Stammwappens und oben in Silber ein rechtssehender, golden bewehrter schwarzer Adler im Aufflug; auf dem Schild steht der mit einer Laubkrone gekrönte Turnierhelm mit rechts schwarz-silbernen und links schwarz-goldenen oder auch schwarz-silbern Decken, und darauf der goldene Korb besteckt mit einem natürlichen Pfauenwedel. Als dann 1730 ihr kinderloser Onkel Johann (Hans) Conrad Reichsfreiherr Seutter von Lötzen starb, erbten seine beiden Neffen seinen Besitz und den Anspruch auf den Titel, aber sie und ihre Nachkommen suchten nicht um die kaiserliche Anerkennung an. Sie blieben also (ritterliche) Patrizier von Ulm, und zwischen 1730 und 1810 gab es keinen Freiherrn Seutter von Loetzen.

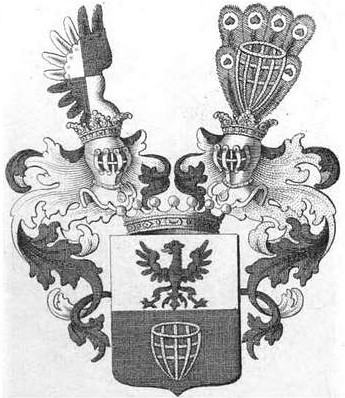
Wappen (1810) der Freiherrn Seutter von Lötzen im Königreich Württemberg und (1880) im Großherzogtum Baden

Nach 1806 – der Reichsadel war ja mit dem Ende des römisch-deutschen Reichs erloschen! – mussten die ehemals reichsadeligen Häuser um die (kostspielige) Anerkennung ihres Adels im jeweiligen Nachfolgestaat ansuchen. Im Königreich Württemberg und im Großherzogtum Baden konnten die Nachkommen der Brüder Albrecht und Marcus (Marx) Conrad das ihnen als Patrizier von Ulm 1716 verliehene Wappen weiterhin führen. Diesen Schild zeigt auch das 1810 verliehene Wappen der Freiherrn Seutter von Lötzen (auch: Freiherrn von Seutter) im Königreich Württemberg. Den Schild deckt die Freiherrnkrone mit 2 gekrönten Turnierhelmen mit Schmuckketten; darauf rechts ein geschlossener, von Silber und Schwarz gevierter Flug, links der goldene Korb, besteckt mit einem natürlichen Pfauenwedel; Helmdecken rechts schwarz-silbern, links schwarz-golden oder auch schwarz-silbern.
Ebenso das 1880 bestätigte Wappen der Freiherrn von Seutter (auch: Freiherrn Seutter von Lötzen) im Großherzogtum Baden.

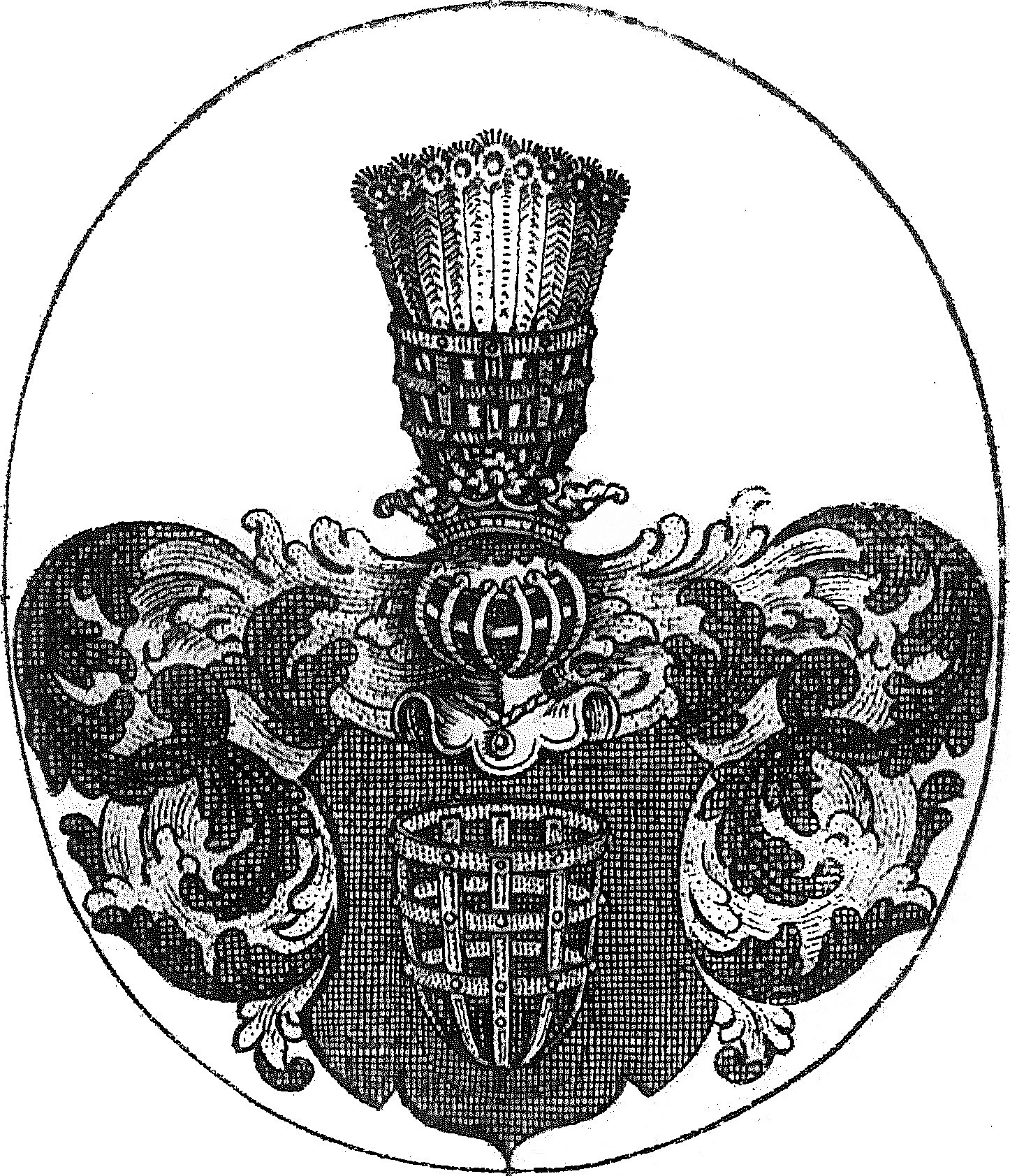
Wappen der Seutter von Loetzen im Königreich Bayern und im Kaiserreich Österreich. (Aus dem Exlibris von Erich (* 1890) ⚭ Helene (* 1893) S.v.L.)

1808 wurde im Königreich Bayern die bayerische Adelsmatrikel eingerichtet. Bei der Immatrikulation (Eintragung in die Adelsmatrikel) 1813 für Johann Michael (III.) Seutter von Loetzen, Bürgermeister von Lindau, nebst Geschwistern und Nachkommen, wurde das 1559 von Kaiser Ferdinand I. gebesserte Wappen übernommen. Erich (1890–1965) und Helene (1893–1985), beide geborene Seutter von Loetzen, haben es in ihr Exlibris gesetzt.

## Die Patrizier und Reichsritter Seutter von Loetzen aus Kempten
[E] Gordian (IV.) Seutter (1528–1586), ab 1559 Seutter von Loetzen, der „Edel- und Ehrenveste“, wurde in den Ratsprotokollen mit dem Titel Junker aufgeführt, und er war der Erste, der mitunter Seutter auf'm oder von Letzen genannt wurde. 1564 flüchtete er vor der Pest auf das nahe bei Kempten, bei Legau an der Iller, gelegene Schlösschen Waldeck der Fürstäbte von Kempten. Mit seiner Gemahlin Apollonia Krafft von Dellmensingen (1526–1574) hatte er 11 Kinder.
[F1] Elisabeth Seutter (1550–1623), das älteste ihrer Kinder, vermählte sich 1567 mit Georg Eberz (1545–1617) aus Isny und hatte zahlreiche Nachkommen in vielen Generationen, unter ihnen Otto von Bismarck (1815–1898).
[F7] Matthäus (II.) Seutter von Loetzen (* 1557 Kempten; † 1634 Lindau), Sohn Gordians (IV.) und Elisabeths Bruder, wohnte teils auf Letzen, teils in Kempten. Aber 1610 nahm er seinen Wohnsitz in Lindau, zuerst an der Achbrücke und dann am Fischmarkt. Obwohl er nur Beisasse der Lindauer Bürgerschaft war, wurde er prompt in die Lindauer Patriziergesellschaft „Zum Sünfzen“ aufgenommen. Nach Ausbruch des Dreißigjährigen Kriegs 1618 verlor er – wie viele der wohlsituierten Kaufleute – sein ganzes Vermögen in den Wirren des Kriegs, und als dann 1633 die kaiserlichen Truppen Kempten verwüsteten, wurde er mit seiner Familie endgültig sesshaft in Lindau. 1590 hatte er die „vornehme Geschlechterin“ aus Augsburg, Barbara Honold von Emmenhausen (1570–1634), geheiratet. Sie war eine Tochter von Hans Honold von Emmenhausen (um 1520–1592), dem letzten seines Stammes, und der Jacobina Welser (1527–1572), einer Cousine der berühmten Philippine von Welser (1527–1580), Fürstin von Ambras und Gemahlin von Erzherzog Ferdinand II. (1529–1595).

„››In Anbetracht leidvoller Erfahrungen ihrer Voreltern und ihrer selbst‹‹ – es war ja die Zeit u. a. der Bauernkriege (Allgäuer Haufen 1525), der Hugenottenkriege in Frankreich und des Beginns des 30-jährigen Kriegs – hatte Barbara ihren bereits erwachsenen Söhnen in einem oft zitierten Brief ››geraten, sich der Kaufmannschaft oder den Studien zu widmen, und missriete ihnen dabei die Kriegsdienste, weil sie selbst und ihre Voreltern große Drangsalen von den Kriegsleuten erdulden müssen.‹‹ Sie sollten also besser adelige Kaufherren, Juristen oder Theologen in einer Stadt sein, und nicht als sprichwörtlich ‚arme Ritter‘ oder Junker auf einem Adelssitz leben. ››Welchem mütterlichen Rate zufolge die Söhne und Nachkommen des gedachten Matthäi, sich zu Ulm, Nürnberg, Lindau, Köln, Bergen in Norwegen, etc, niedergelassen …‹‹“

Dazu heißt es in der Seutter-Chronik knapp: „Er musste daher seine Söhne zu den Kaufleuten tun“.

## Die ältere und die jüngere Nürnberger Linie (beide erloschen im Mannesstamm)
[G3] Hans Adam (I.) (1598 – vor 1674), ein Sohn von Matthäus (II.), wurde Handelsherr und Ritterbürger in Nürnberg und begründete so die ältere Nürnberger Linie der Seutter von Loetzen. Er erwarb den berühmten und dann in der Familie vererbten Seutterischen Garten vor dem Wöhrder Tor in Nürnberg. Darin befand sich ein niedriger Steintisch mit einer großen Magnetnadel (Kompass), mit dem sein Schwager Dr. Johann Georg Volkamer (1616–1693) die Veränderlichkeit der magnetischen Missweisung von der vom Sonnenstand bestimmten Nordrichtung systematisch beobachtet hatte. Eine Abbildung des Gartens hat dessen ältester Sohn Johann Christoph Volkamer (1644–1720) im von ihm 1708 herausgegebenen 1. Band des Klassikers der Zitrusliteratur, dem zweibändigen Werk Nürnbergische Hesperides, veröffentlicht.
[H3] Johann Paul (1642–1709), ein Sohn von Hans Adam (I.), war kinderlos und errichtete testamentarisch die „Johann Paul von Seutterische Stipendien- und Armen-Stiftung“ in Nürnberg, insbesondere für notleidende Theologiestudenten.
[H15] Hans Adam (V.) (1657–1725/1728) war ein Cousin von obigem [H3] Johann Paul (* 1642) und der jüngste Sohn von [G6] Matthäus (IV.) (* 1603) aus Ulm. Er wurde wie sein Onkel gleichen Namens Kaufmann in Nürnberg und begründete die jüngere Nürnberger Linie.

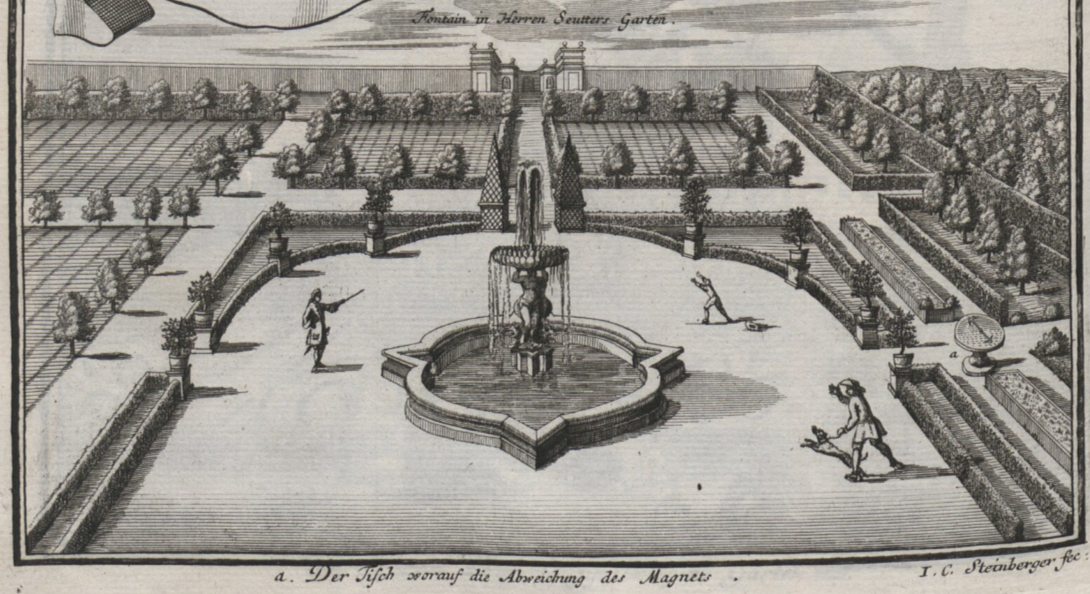
Seutter-Garten in Nürnberg, mit rechts dem Steintisch und der großen Magnetnadel zur Beobachtung der magnetischen Missweisung

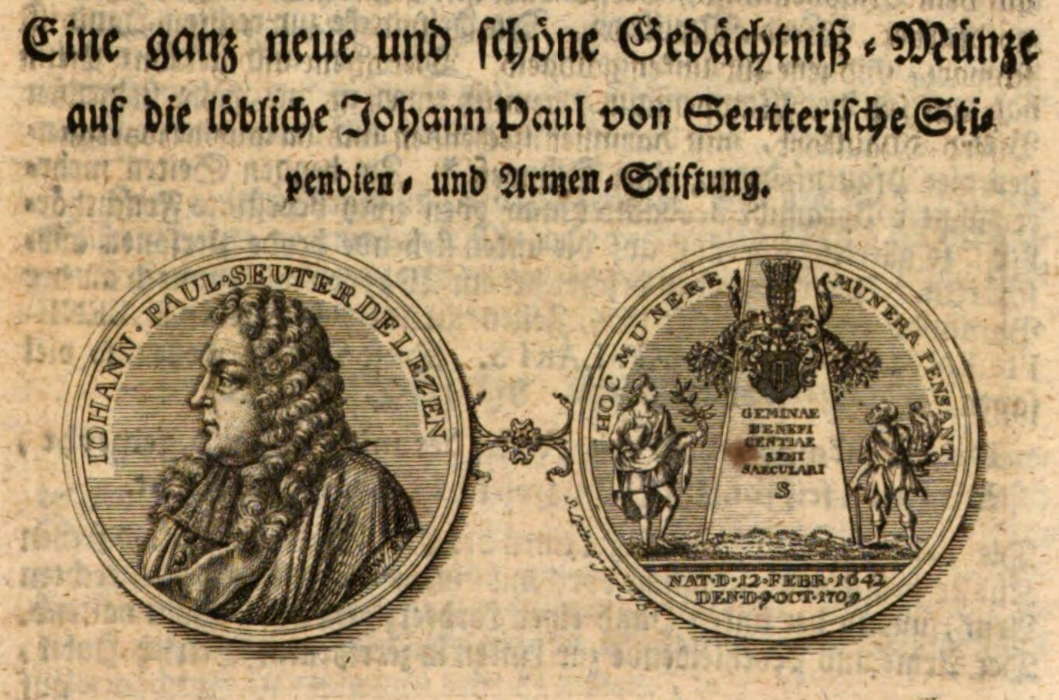
Gedächtnismünze (1766, Peter Paul Werner) auf die Nürnberger „Johann Paul von Seutterische Stiftung“ (1709).

Beide Nürnberger Linien sind erloschen im Mannesstamm.

## Die Ulmer Linie, auch Freiherrn Seutter von Lötzen (erloschen im Mannesstamm)

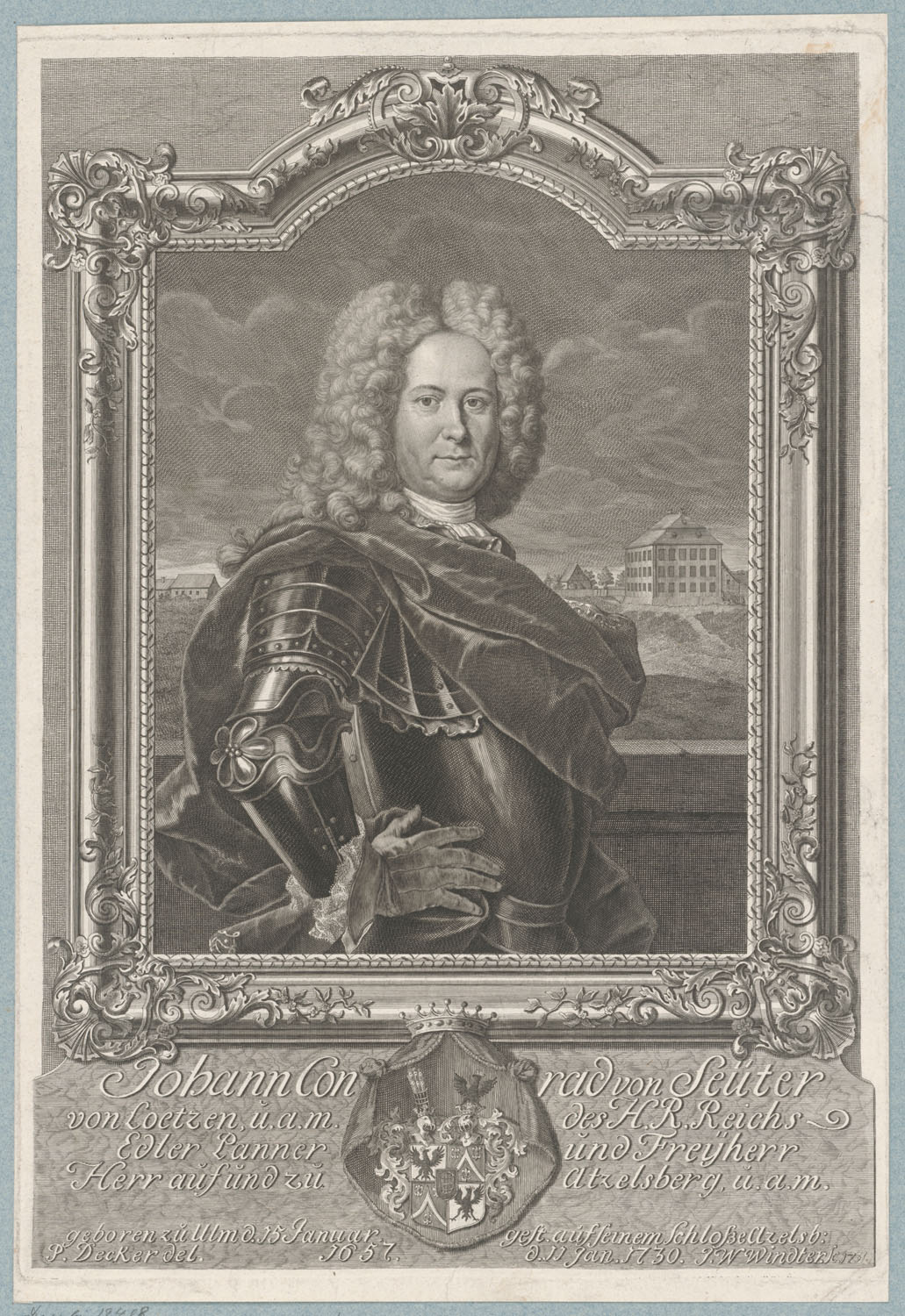
Johann Conrad d. J. Freiherr Seutter von Loetzen auf Atzelsberg u. a. m.

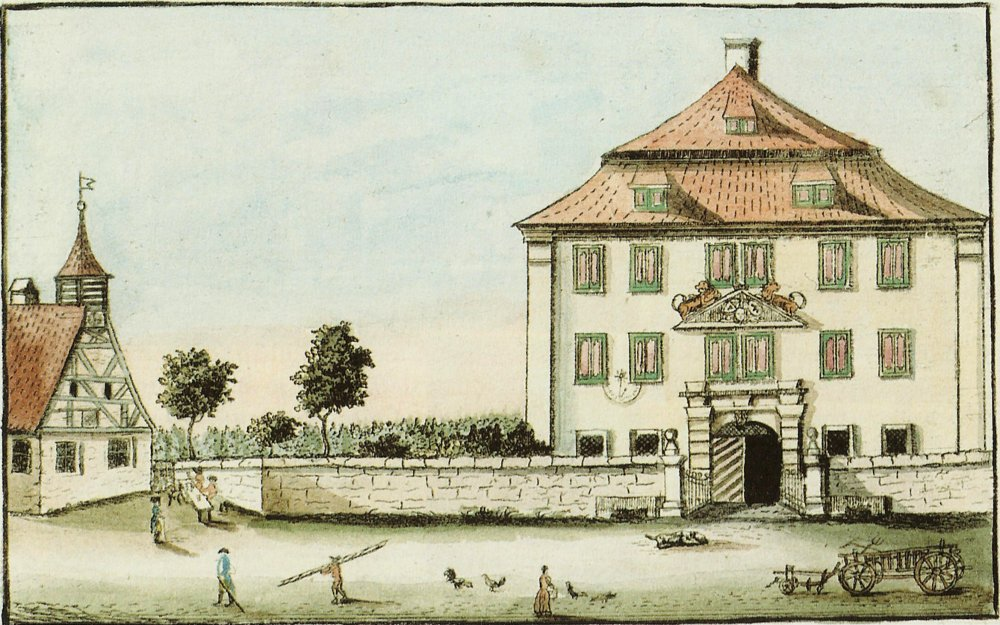
Schloss Atzelsberg (PDF; 1,7 MB) um 1790, bei Erlangen, heute Gemeinde Marloffstein

[G11] Johann (Hans) Conrad d. Ä. (1611–1671) begründete die Ulmer Linie der Seutter von Loetzen. Er war einer von mehreren Söhnen des Matthäus (II.), die in die Reichsstadt Ulm heirateten und dort als adelige Bürger und Handelsherren ansässig wurden. [H1] Marx (Hans) Conrad (1641–1716), das älteste der 14 Kinder von Hans Conrad (* 1611), war Geheimrat, Kriegsrat und Oberrichter in Ulm. Nach dem Tod der Eltern nahm er seinen verwaisten jüngsten Bruder bei sich auf:
Diesem [H11] Johann (Hans) Conrad d. J. (1657–1730), ermöglichte sein ältester Bruder eine umfassende Ausbildung. Er erlernte mehrere Sprachen, konnte eine große Kavalierstour an die Höfe Europas machen und wurde ein bedeutender Diplomat. 1703/04 wurde er von Kaiser Joseph I. in den erbländisch-österreichischen Freiherrnstand und 1712 von Kaiser Karl VI. in den Reichsfreiherrnstand erhoben, mit dem Prädikat auf Atzelsberg und Steinach. Da er kinderlos blieb, hat er den Söhnen seines Wohltäters, seinen Neffen [I1] Albrecht (II.) (1675/79–1735) und [I6] Marcus (Marx) Conrad (1685–1725), den Besitz und Anspruch auf den Titel vererbt. Diese aber hatten für sich und ihre Nachkommen bereits 1716 von Kaiser Karl VI. eine Wappenbesserung im Adelsstand und das Patriziat der Reichsstadt Ulm erhalten und als Patrizier und Handelsherren in Ulm ihren Adelstitel nicht verwendet, auch nicht um die kaiserliche Bestätigung des ererbten Freiherrntitels angesucht. Trotzdem wurde das Erbe fast 100 Jahre später bedeutsam, als 1810 ein Urenkel von Albrecht (II.), [L1] Johann Georg (* 1769), in den erblichen Freiherrnstand des Königreichs Württemberg erhoben wurde.
Dieser [L1] Johann Georg Freiherr Seutter von Lötzen (1769–1833) war Landes-Oberforstmeister in Ulm, später Direktor der königlich-württembergischen Finanzkammer des Neckarkreises und Autor mehrerer forst- und staatswissenschaftlicher Publikationen. Sein Sohn [M4] Heinrich Freiherr Seutter von Lötzen (1801–1859) war ebenfalls königlich-württembergischer Oberforstmeister, hingegen wurden seine Nachkommen Militärs: [N1] Wilhelm Freiherr Seutter von Lötzen (1839–1922) war königlich-württembergischer Generalleutnant und dessen Sohn [O2] Hans Freiherr Seutter von Lötzen (1875–1968) General der Infanterie. Hans war der allerletzte Freiherr Seutter von Lötzen: Er hatte 8 Töchter und überlebte seinen Sohn [P] Oswald Freiherr Seutter von Lötzen (1924–1944), der als 20-Jähriger im Krieg gefallen war.
[L6] Albrecht Ludwig (1773–1850), ein Bruder Johann Georgs, war Patrizier und Ratsherr von Ulm, Kreisfinanzdirektor in Ulm und in Regensburg, ab 1803 Landes-Direktionsrat der bayerischen Provinz Schwaben in Ulm. 1809 bzw. 1813 erfolgte die Immatrikulation bei der Adelsklasse des Königreichs Bayern. Und er war Direktor des Obersten Rechnungshofes 1817 in München; Ritter des königl. bayerischen Civil-Verdienst-Ordens; Mitglied der großherzogl. Mecklenburg-Schwerinschen Landwirthschafts-Gesellschaft und Commandeur des bayerischen Michaels-Ordens. 1848 war er republikanischer Abgeordneter zum Frankfurter Parlament. Von seinem Freund Anselm Feuerbach (1829–1880) wurde er porträtiert, und bekannt wurde er auch durch mehrere wissenschaftliche Publikationen, u. a. „Die Besteuerung der Völker“.
[L9] Theodor August (1778–1841), ein weiterer Bruder Johann Georgs, war Patrizier von Ulm, großherzoglich-badischer und später königlich-württembergischer Generalmajor, und Erzieher des 1852–1907 regierenden Regenten bzw. Großherzogs von Baden, Friedrich I. (1826–1907). Seinen Kindern wurde 1880 der erbliche Freiherrnstand des Großherzogtums Baden aufgrund der Anerkennung des ererbten Titels (aus 1703/04) ihres Voronkels [H11] Hans Conrad Reichsfreiherr Seutter von Lötzen auf Atzelsberg und Steinach (* 1657) bestätigt. Unter anderen waren dies [M1] Carl Stephan Freiherr Seutter von Lötzen (1811–1884), großherzoglich-badischer Generalleutnant, Adjutant des Kriegsministerialpräsidenten und Gouverneur der Festung Rastatt des deutschen Bundes, und [M5] August Freiherr Seutter von Lötzen (1818–1889), diensttuender großherzoglich-badischer Kammerherr bei Prinzessin Pauline Elisabeth von Baden. Augusts Sohn, der Generalleutnant [N4] Wilhelm Freiherr Seutter von Lötzen (1859–1929), starb kinderlos als Letzter der badischen Freiherrn Seutter von Lötzen.

## Die Lindauer Linie
[G6] Matthäus (IV.) (1603–1674/75), ein Sohn des von Kempten nach Lindau gesiedelten Matthäus (II.), und sein Sohn [H12] Marquard (1652–1714) lebten noch ganz in Ulm. Erst Marquards Sohn [I2] Johann Michael (I.) verlegte seinen Wohnsitz von der Reichsstadt Ulm in die Reichsstadt Lindau im Bodensee:

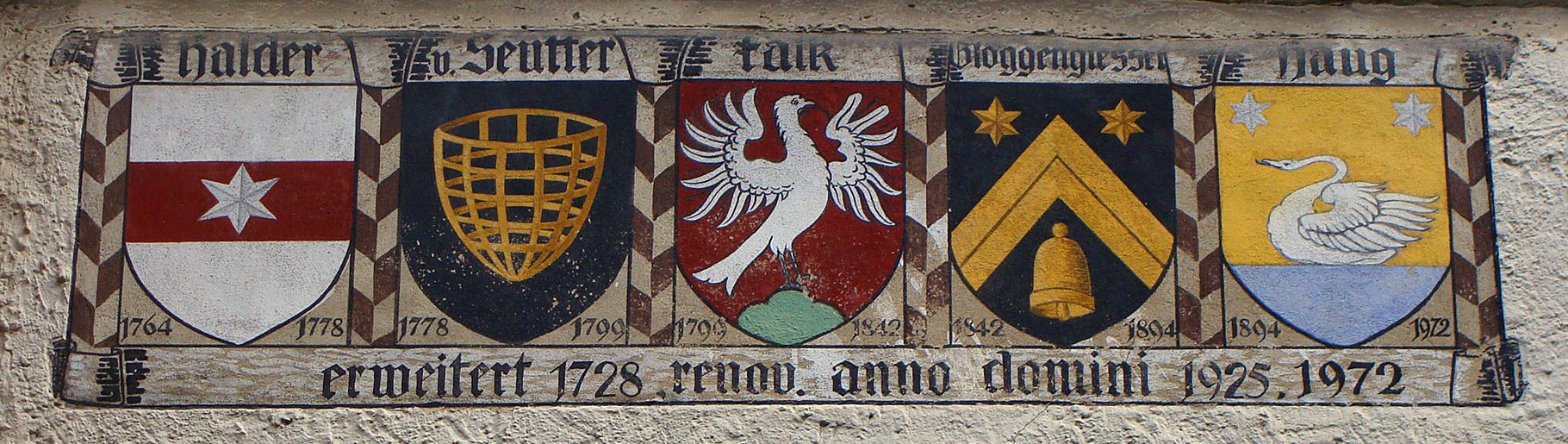
Seutterwappen (zweites von links) an einem Lindauer Bürgerhaus

Dieser [I2] Johann Michael (I.) (1682–1768) war ein wohlhabender Handelsherr, der schon 1711 Bürger von Lindau wurde. 1712 fand er Aufnahme in der Lindauer Patriziergesellschaft „Zum Sünfzen“ und bekleidete öffentliche Ämter im Stadtgericht und im Inneren Rat, war Senator und oftmals Bürgermeister, auch k.k. Kommerzienrat und österreichischer Obersalzfaktor. Mit seinen beiden Ehefrauen Maria Veronika (1686–1730), geb. Schmidt, verwitwete Curtabatt, und Maria Barbara (1706–1782), geb. Wörner, verwitwete Engelhart, begründete er die sogenannte Lindauer Linie der Seutter von Loetzen.

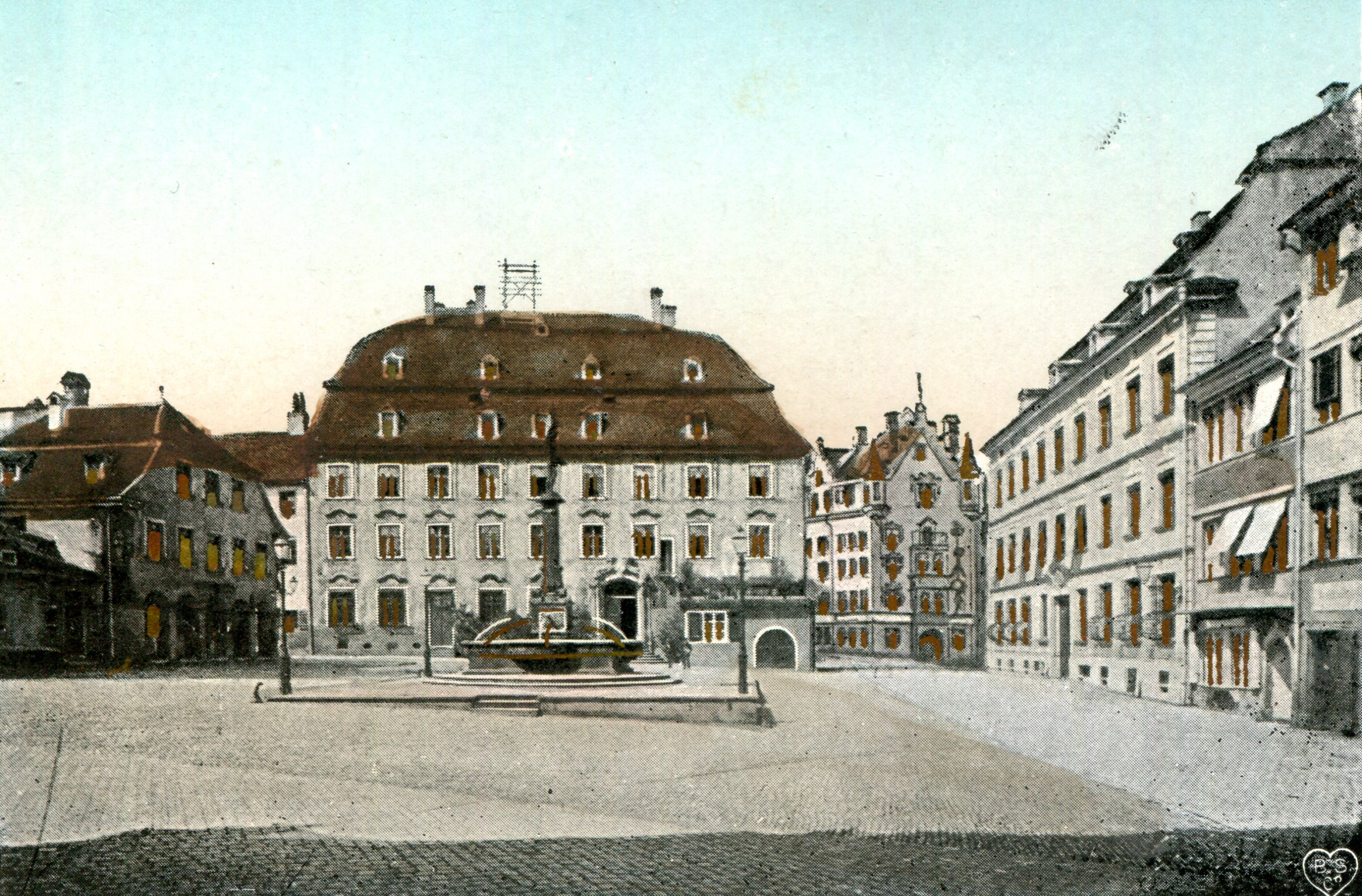
Der Cavazzen am Marktplatz von Lindau im Bodensee (alte Postkarte)

Für sein Geschäft und seine große Familie – ihm wurden 20 Kinder geboren, von denen aber nur 10 das Erwachsenenalter erreichten – erwarb er das am Marktplatz von Lindau gelegene Haus zum Cavazzen. Dieses war aber 1728 dem verheerenden Großbrand der Stadt zum Opfer gefallen, sodass Johann Michael 1729/30 einen Neubau errichtete: angeblich das größte barocke Stadtpalais im Bodenseeraum. Es zeugt vom ehemaligen Wohlstand der Bürger in der ehemaligen Reichsstadt. Diese war ein bedeutender Knotenpunkt für den Fern- und Großhandel in alle 4 Himmelsrichtungen, insbesondere für Salz, Wein, Getreide, schwäbische Leinwand und Rauchwaren. Keller und Erdgeschoss des Gebäudes dienten als Lager und Geschäftsräume des bedeutenden Import- und Exportgeschäfts. Zeitweise wurden die oberen Geschosse gleichzeitig von mehreren kinderreichen Zweigfamilien der Großfamilie bewohnt. Anfang des 20. Jahrhunderts musste der Cavazzen verkauft werden. Heute wird er als Museum der Stadt Lindau genutzt.
[J3] Johann Michael (II.) (1716–1752), ein Sohn aus 1. Ehe von Johann Michael (I.), war auf einer Handelsreise ledig und kinderlos gestorben. So kommt es, dass ein weiterer Sohn, der III. dieses Namens, manchmal vereinfachend als der II. gezählt wird.

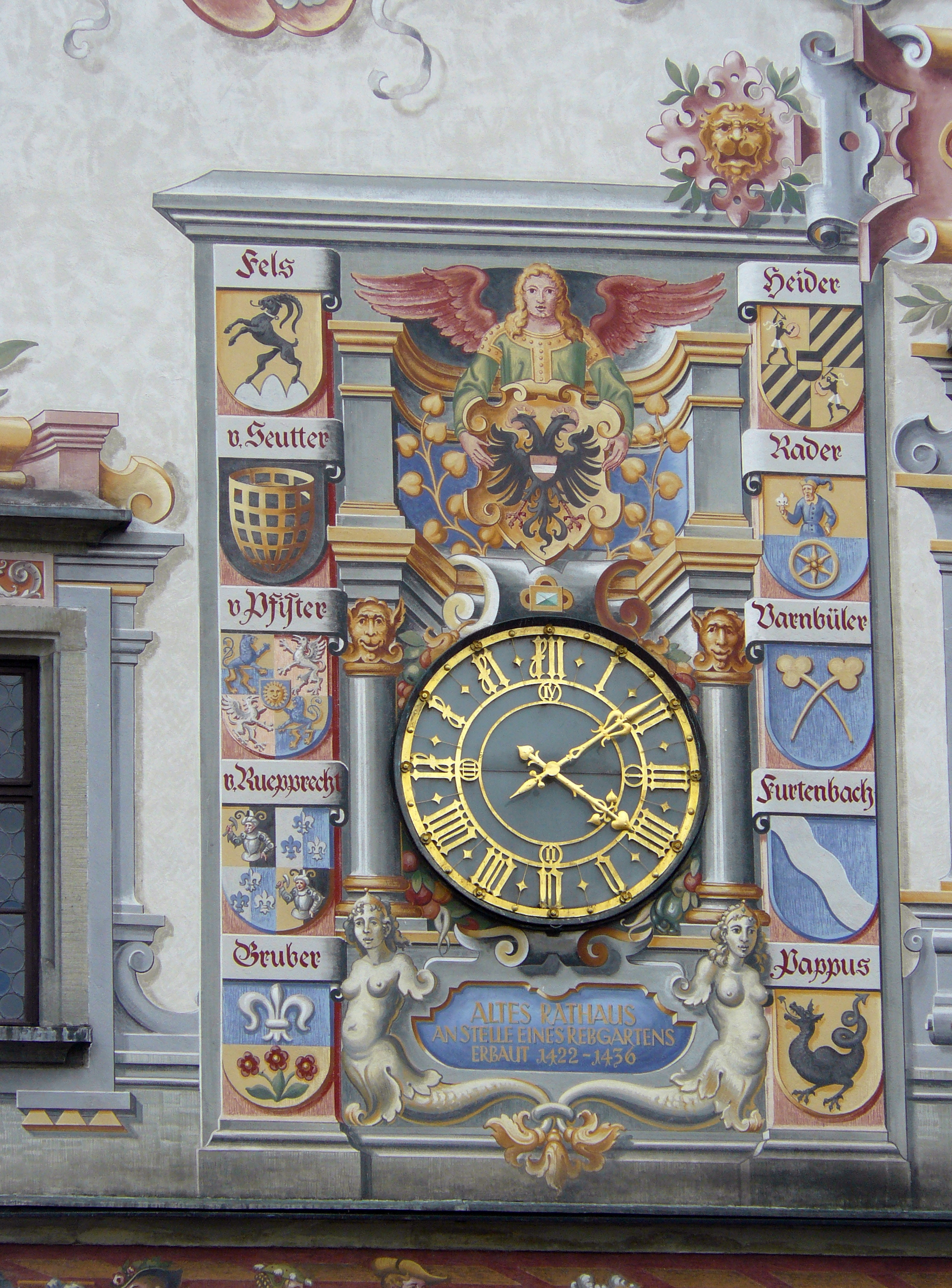
Seutterwappen (zweites von links oben) am Alten Rathaus von Lindau.

Dieser [J18] Johann Michael (III.) (1746–1815) steht an markanter Stelle der Familiengeschichte. Zur Zeit der napoleonischen Kriege war er der letzte Bürgermeister der souveränen Reichsstadt und dann der erste Bürgermeister von Lindau nach der Eingliederung in das neu geschaffene Königreich Bayern. (Eine vergnüglich zu lesende Schilderung der damaligen Ereignisse in Lindau ist zu finden im Roman "Der liebe Augustin" von Horst Wolfram Geißler (1893–1983).)
Johann Michael (III.) wohnte als Lindauer Patrizier und Handelsherr im Cavazzen, gemeinsam mit anderen Familienangehörigen. Er hatte 14 Kinder, 12 mit seiner ersten Frau, Anna Sibylla Neubronner (1750–1787), und 2 mit seiner zweiten Frau, Euphrosine Regine Neubronner (1751–1828). Letztere war die Schwester seiner ersten Frau und brachte in die Ehe 3 weitere Kinder aus ihrer ersten Ehe. Nur wenige dieser vielen Kinder erreichten das Erwachsenenalter. Von ihnen konnten sich fast alle in Lindau halten, aber viele der Enkelkinder und deren Nachkommen waren durch die großen Wirtschaftskrisen – herbeigeführt von den napoleonischen Kriegen, der Kontinentalsperre und der Neuordnung Europas, zuerst durch Napoleon und dann durch den Wiener Kongress, bis hin zur Weltwirtschaftskrise 1857 – gezwungen, Lindau zu verlassen. So verbreitete sich das Geschlecht in Europa und in Übersee. Wobei Matthäus (IX.), ein Bruder von Johann Michael (III.), und dessen drei Söhne Johann Michael (IV.), Johann Adam und Johannes die Lindauer Linie in vier Stämmen fortsetzten.

### Stamm der Seutter in Lindau, Augsburg und Nürnberg
[J13] Dr. jur. Matthäus (IX.) (1740–1788), ein Bruder von Johann Michael (III.), war Ratsconsulent, Lehnvogt und Lehensträger der Stadt Lindau. Seine beiden Söhne [K4] Johann David (I.) (1784–1859) und [K5] Matthäus (X.) (1786–1825) unterließen es, sich nach dem Restrikt von 1808 dem kostspieligen Gesuch 1812 ihres Onkels Johann Michael (III.) um königlich-bayerische Anerkennung ihres Adels anzuschließen. So verloren sie 1813 ihren Adelstitel und ihre Nachkommen galten fortan als bürgerlich und trugen den Namen Seutter. Diese blieben zum Teil in Lindau, einige siedelten nach Augsburg und Nürnberg. Heute sind nur die Nürnberger Nachkommen nicht im Mannesstamm erloschen.

### Stamm Johann Michael (IV.) (erloschen im Mannesstamm)
[K6] Johann Michael (IV.) (1780–1850), einer der Söhne von Johann Michael (III.), war Rauchwarenhändler und lebte als Lindauer Patrizier und Handelsherr gemeinsam mit anderen Familienangehörigen im Cavazzen, zeitweise auch in dem später Lotzbeck-Gut genannten "Haus am See". Mit seiner Gemahlin Catharina, geb. Botzenhardt (1781–1845), hatte er 19 Kinder, von denen aber einige nicht das Erwachsenenalter erreichten, und mehrere mussten der wirtschaftlich schwierigen Situation wegen auswandern, unter ihnen:
- [L3] Bernhard (1806–1879) wurde Handelsmann und Bankdirektor in Burgdorf und Fabrikbesitzer in Sitterthal im Kanton Bern in der Schweiz. Mit seiner Gemahlin Louise, geb. Freiin von Gobel auf Hofgiebing (1821–1896), hatte er 8 Kinder und begründete so einen Schweizer Ast der Familie.
- [L11] Reinhold (1815–1882) wurde Hotelier in Dresden
- [L12] Constantin (1816–1885) war Kaufmann und Bankier in Wien, u. a. bei seinem Schwager Frauer. Seine Gemahlin Karoline, geb. Freiin von Gobel auf Hofgiebing (1827–1868), starb früh und seine beiden Söhne [M1] Richard (1855–1911) und [M2] Emil (1858–1944) wanderten nach Sumatra aus, wo sie als Manager einer Tabakpflanzung arbeiteten. Nach ihrer Rückkehr erbauten sie stattliche Villen am Festlandufer des Bodensees bei Lindau und begründeten eine Lindauer Fortsetzung der Lindauer Linie. Emil ehelichte Hedwig, geb. von Grobois Edle von Brückenau (1876–1932), und hatte mit ihr einen Sohn [N1] Wilhelm (1901–1982). Richard ehelichte Helene, geb. Kolbe (1869–1933), und hatte mit ihr 6 Töchter: [N1] Helene (1893–1985), verehelichte Seutter von Loetzen; [N2] Elisabeth (1893–1953), verehelichte Seutter von Loetzen; [N3] Margarete (1896–1982), verehelichte Sautier; [N4] Dorothea (1900–1984), verehelichte Egg; [N5] Juliane (1903–1987), verehelichte Curtius; [N6] Marie-Luise (1907–1978), verehelichte Ranke.
- [L16] Ferdinand (1821–1869) war Geschäftsreisender und Kaufmann, zuletzt Prokurist in Leipzig für die Wiener Handlungsniederlassung E. E. Egloff.
- [L19] Theobald (1825–1874) wurde erfolgreicher Goldgräber in Australien und war dann Angestellter in Sydney.

Anscheinend sind alle Zweige der Nachkommen von Johann Michael (IV.), auch die Lindauer Fortsetzung der Lindauer Linie, erloschen im Mannesstamm.

### Stamm Johann Adam

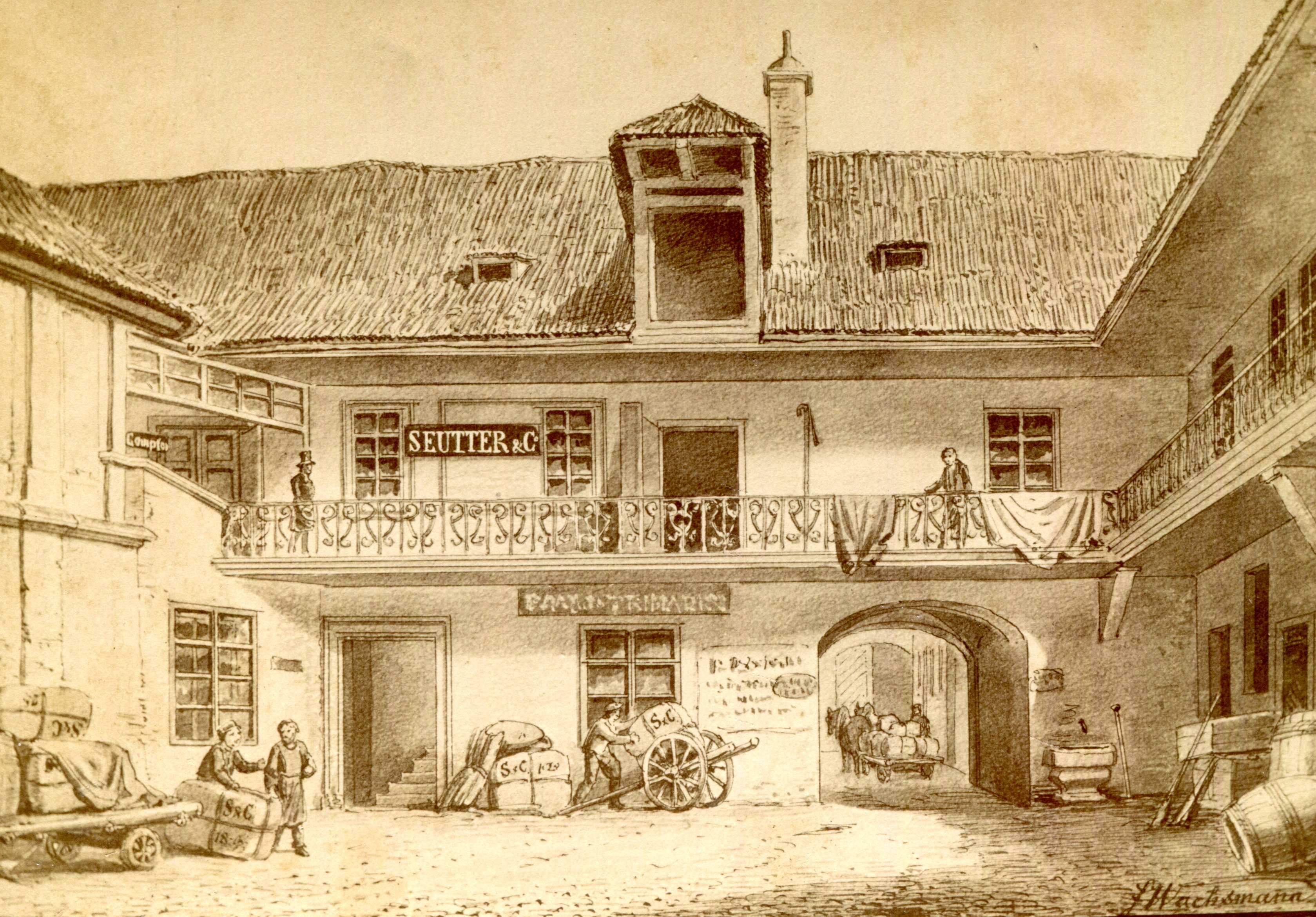
Das alte Comptoir von Seutter & Co. in Prag, nach einer Zeichnung von Friedrich (Bedřich) Wachsmann (1820–1897)

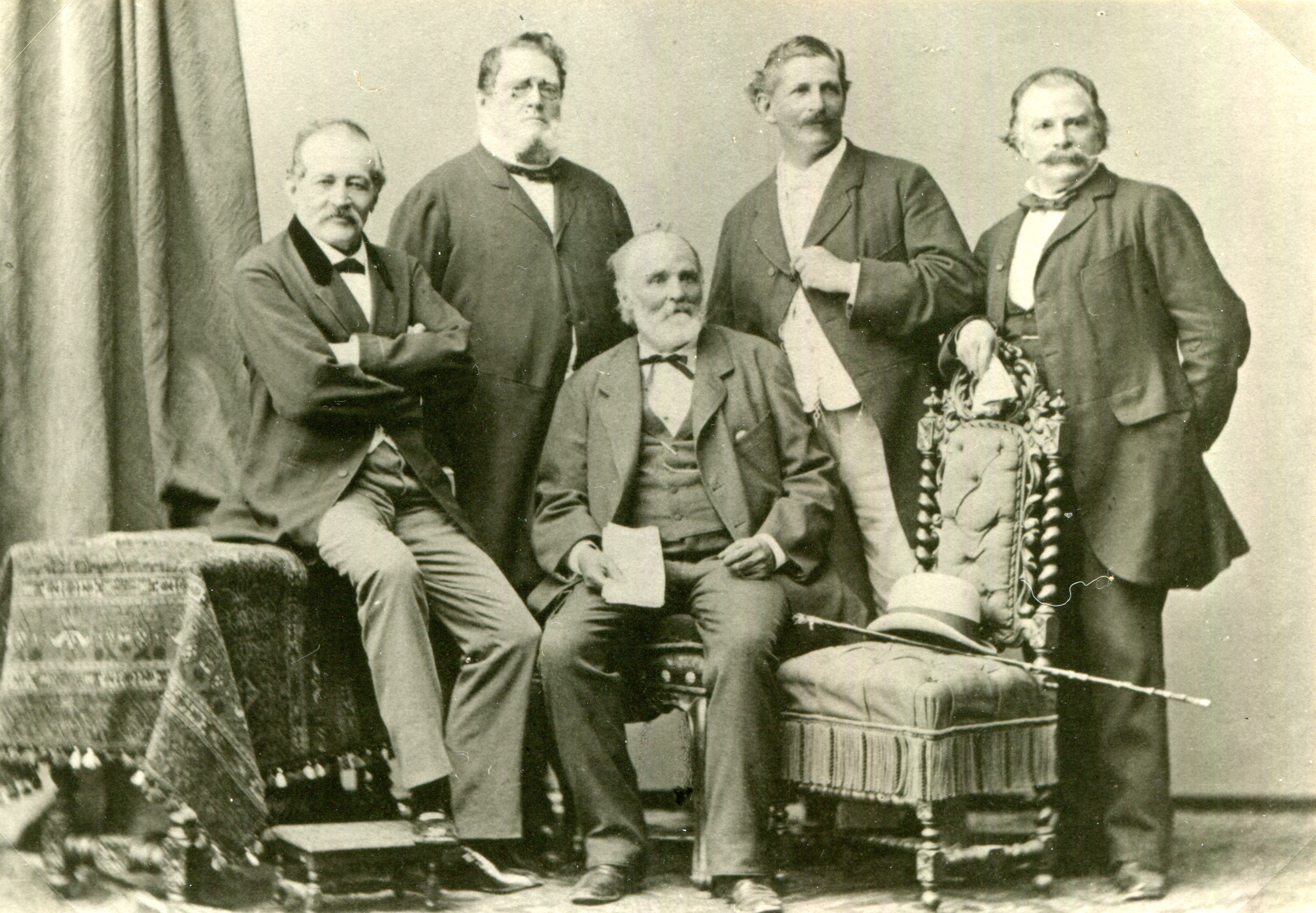
Fünf Brüder Seutter von Loetzen: Moritz, Edmund, Eduard, Elisäus, Carl (von links nach rechts; 1878)

[K9] Johann Adam (1784–1862), ein weiterer Sohn von Johann Michael (III.), und seine Gemahlin Catharina, geb. Egloff (1786–1859), hatten 14 Kinder, von denen aber einige früh starben. Der wirtschaftlich schwierigen Situation wegen mussten fast alle auswandern.
- [L1] Eduard (1809–1879)[15] schildert in seiner im Eigenverlag (Prag, 1848) erschienenen Autobiographie, wie er zu Beginn seines Berufslebens noch mit dem Handwägelchen von Dorf zu Dorf wandern musste, um seine Waren zu verkaufen. 1836 trat er in Prag als Gesellschafter in das Engrosgeschäft für Baumwollgarne seines Freundes August Karl Hail (1811–1847) aus Memmingen ein, das er nach dem Tod seines zum Schwager gewordenen Compagnons als Firma Hail & Seutter allein leitete. Als Direktor der Prager Filiale der österreichischen Creditanstalt gelang es ihm 1866 auf abenteuerliche Weise innerhalb von 48 Stunden und über 2 Fronten hinweg die erforderlichen Gelder zu besorgen, mit denen die angekündigte Plünderung von Prag durch preußische Truppen verhindert werden konnte, und er setzte sich im Prager öffentlichen Leben für die kulturellen und politischen Interessen der Deutschböhmen ein. Mit seiner Firma und als Ältester seiner Geschwister ermöglichte er mehreren seiner jüngeren Brüder die Ausbildung zum Kaufmann.
- [L5] Moritz (1816–1879) – siehe unten
- [L6] Edmund (1817–1889) führte nach der Kaufmannsausbildung bei seinem Bruder Eduard in Prag ein ereignisreiches Leben als Kaufmann in Buenos Aires und in ganz Europa. Er starb in Wiener Neustadt.
- [L7] August (1818–1868) – siehe unten
- [L8] Carl Friedrich (1820–1892) – siehe unten
- [L11] Eugen (1824–1850) schloss sich 1848/1849 den Schleswig-Holsteinischen Freischaren unter von der Tann an und war seit 1850 auf einer Fahrt nach Mexiko verschollen.
- [L13] Elisäus (1827–1901) – siehe unten
- [L14] Benno (1828–1863/68) war Kaufmann im Textilhandel, seit 1858 selbständig in Bukarest.

Alle heutigen Zweige des Geschlechts stammen von Johann Adam.

#### Ast der Seutter von Loetzen, resp. Seutter, in Ungarn
[L5] Moritz (1816–1879) konnte aus Geldmangel keine solide Schulausbildung erhalten. Seines technischen Interesses wegen war er Lehrling in mehreren Handwerksberufen, bevor sein ältester Bruder Eduard ihm die Kaufmannsausbildung in Prag ermöglichte. Später arbeitete er in Wien, u. a. bei seinem Verwandten Ernst Egloff, und war zuletzt selbständiger Spediteur in Budapest. Noch in Böhmen hatte er seine Frau Emilie Franziska Wychodil (1828–1896) kennengelernt und 1846 in Olmütz geheiratet. Anscheinend gibt es in Ungarn Nachkommen, heute mit dem Namen Seutter, von zweien seiner Söhne:
- [M1] Eduard Johann (* 1848)
- [M8] Ernst Moritz (* 1861)

#### Ast der Seutter von Loetzen in Deutschland
[L7] August (1818–1868) war königlich-bayerischer Berufsoffizier (Hauptmann), zuletzt in Lindau, und bis 1862 Autor großer Teile der Lindauer Seutter-Chronik. Nur 50-jährig starb er an den Folgen einer Verwundung im Krieg 1866. Mit seiner Gemahlin Susanne Elisabeth (Elise) Zeiss (1831–1899) hatte er 8 Kinder. Heute in Deutschland lebende Namensträger stammen von zwei Söhnen:
- [M3] Robert (1855–1923) war Kaufmann in der Textilindustrie und ab 1893 selbständig mit der Garnvertretung Robert v. Seutter in Leipzig. Mit seiner Gemahlin Barbara Böttler (1867–1937) hatte er 3 Kinder.
- [M5] Carl (1858–1910) kam nach Stellungen in Köln und Neapel 1885 nach Augsburg und wurde Prokurist der von der Aktiengesellschaft Union übernommenen Augsburger Zündholzfabrik. Mit seiner Gemahlin Caroline Bäumler (* 1868) hatte er 3 Kinder.

#### Ast der Seutter von Loetzen in Österreich (erloschen im Mannesstamm)
[L8] Carl Friedrich (1820–1892) war einer von Johann Adams Söhnen. Schon als Vierjähriger musste er als Kostkind zu einem Onkel gegeben werden. Bei seinem ältesten Bruder Eduard in Prag konnte er die Kaufmannsausbildung machen. 1850 ging er als Handelsreisender nach Wien und erhielt 1857 die österreichische Staatsbürgerschaft und 1858 für sich und seine Nachkommen die Anerkennung des hoffähigen Adels (Prävalierung) im Kaiserreich Österreich. 1861 gründete er die Handelsfirma Seutter & Co. „für gemischte Waren“: Baumwolle, Baumwollgarne, Schappeseidegarne. 1874–1879 war er Abgeordneter zum Reichsrat und seit 1880 Kaiserlicher Rat. Die von drei Brüdern Rikli aus Aargau in der Schweiz 1845 gegründete und von ihnen 1857/58 aufgegebene Türkischrotfärberei mit landwirtschaftlichem Gut in Seebach bei Seeboden am Millstätter See, nahe Spittal an der Drau, gelangte in den Besitz des Lieferanten für Schappeseide F. A. Moser in Görz und wurde 1880 von Carl Friedrich erworben. 1881/1882 erbaute er die Seutter-Villa in Hacking bei Wien und 1882 sah er sich praktisch gezwungen, statt ausständiger Gelder für gelieferte Ware die insolvente Baumwollspinnerei Thornton mit Zwirnerei und Bleiche in Untereggendorf bei Wiener Neustadt zu übernehmen. 1894 wurde nach ihm „als Fabrikant und Wohltäter“ die Seuttergasse in Wien-Hietzing benannt; außerdem gibt es die nach ihm benannte Seuttergasse in Eggendorf.
[Anmerkung: Manchmal wird Carl Friedrich fälschlicherweise als Freiherr tituliert. Aber er gehörte zur (ritterlichen) Lindauer Linie und war kein Angehöriger der heute im Mannesstamm erloschenen Ulmer Linie mit den Freiherrn Seutter von Loetzen im Königreich Württemberg und im Großherzogtum Baden.]

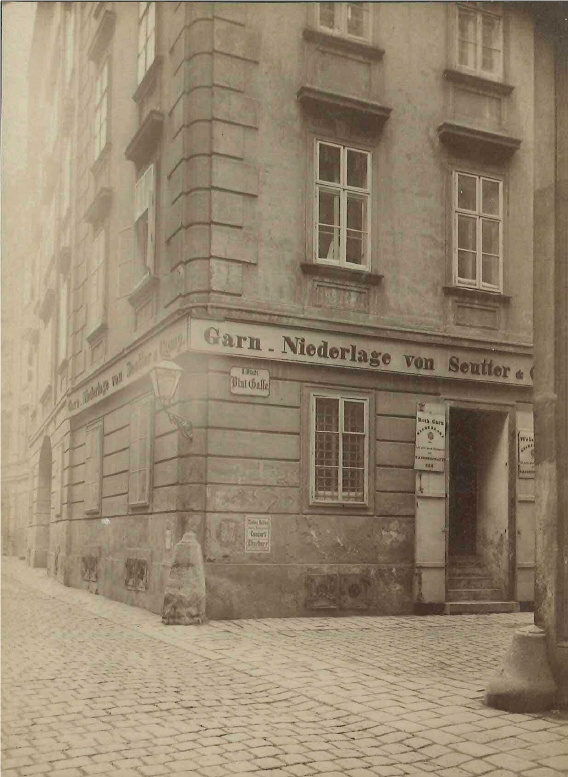
Garn-Niederlage von Seutter & Co. in Wien, Domgasse 4, Ecke Blutgasse

Mit seiner Gemahlin Emilie, geb. Buschbeck (1840–1908) aus Prag, hatte Carl Friedrich 9 Söhne und 1 Tochter:
- [M1] Hermann (1863–1908) war Kaufmann und Fabrikant in Wien, Kaiserlicher Rat etc.[18] ab 1892 war er Firmenchef von Seutter & Co. Nach seinem frühen Tod übernahm 10 Jahre lang seine Gemahlin Amélie, geb. Kolbe (1867–1953), die Leitung der Firma; nach dem Krieg der ältere Sohn [N1] Erich (1890–1965)[15] gemeinsam mit seinem Bruder [N2] Herbert (1892–1969).[15] In der Wirtschaftskrise der 1920er-Jahre gelang es Erich mit eigenem Geld und dem seiner Frau und seines Bruders dem Garnhersteller Borckenstein einen Dollarkredit zu gewähren und so 1924/1925 den Borckenstein-Konkurs abzuwenden. Von 1933 bis 1991 waren sie, bzw. ihre Erben, Mehrheitseigentümer auch der G. Borckenstein & Sohn AG. Als Firmenchef gewährte Erich den Mitarbeitern der Firma günstige Konditionen für den Bau von Einfamilienhäusern am Areal der sogenannten Erich-Seutter-Siedlung in Neudau.
- [M2] Johann (Hans) Konrad (1864–1907)[15] Dr. jur.; k.k. Leutnant; tätig in der Statthalterei Wien, Tulln, Korneuburg und Czernowitz, auch Bezirkshauptmann der bukowinischen Landesregierung und Vorstand des Präsidialbüros; 1902 Präsidialsekretär bei der Salzburger Landesregierung; 1906 bis 1907 Bezirkshauptmann in Zell am See im Land Salzburg.
- Seuttersche Fabriken und Lieserbrücke in Seebach bei Spittal an der Drau, Kärnten. (Postkarte um 1900)[M3] Erhard (1866–1905) Dr. phil. (Chemie) übernahm die Leitung der Türkischrotfärberei in Seebach, die aber bald – das Färben mit den neuen synthetischen Farbstoffen war deutlich weniger aufwändig – zu einer leistungsfähigen Holzschleiferei und Pappendeckelfabrik umgebaut und von seinen Kindern [N1] Hans-Adam (1897–1934)[19] und [N2] Martina (1898–1985), verehelichte von Rainer zu Harbach, weitergeführt wurde. Das prächtige Kirchenfenster mit dem in Glasmalerei ausgeführten Seutter-Wappen in der evangelischen Kirche von Unterhaus, datiert 29. April 1904, wurde wahrscheinlich von Erhard gestiftet.
- [M4] Walter (1867–1883)

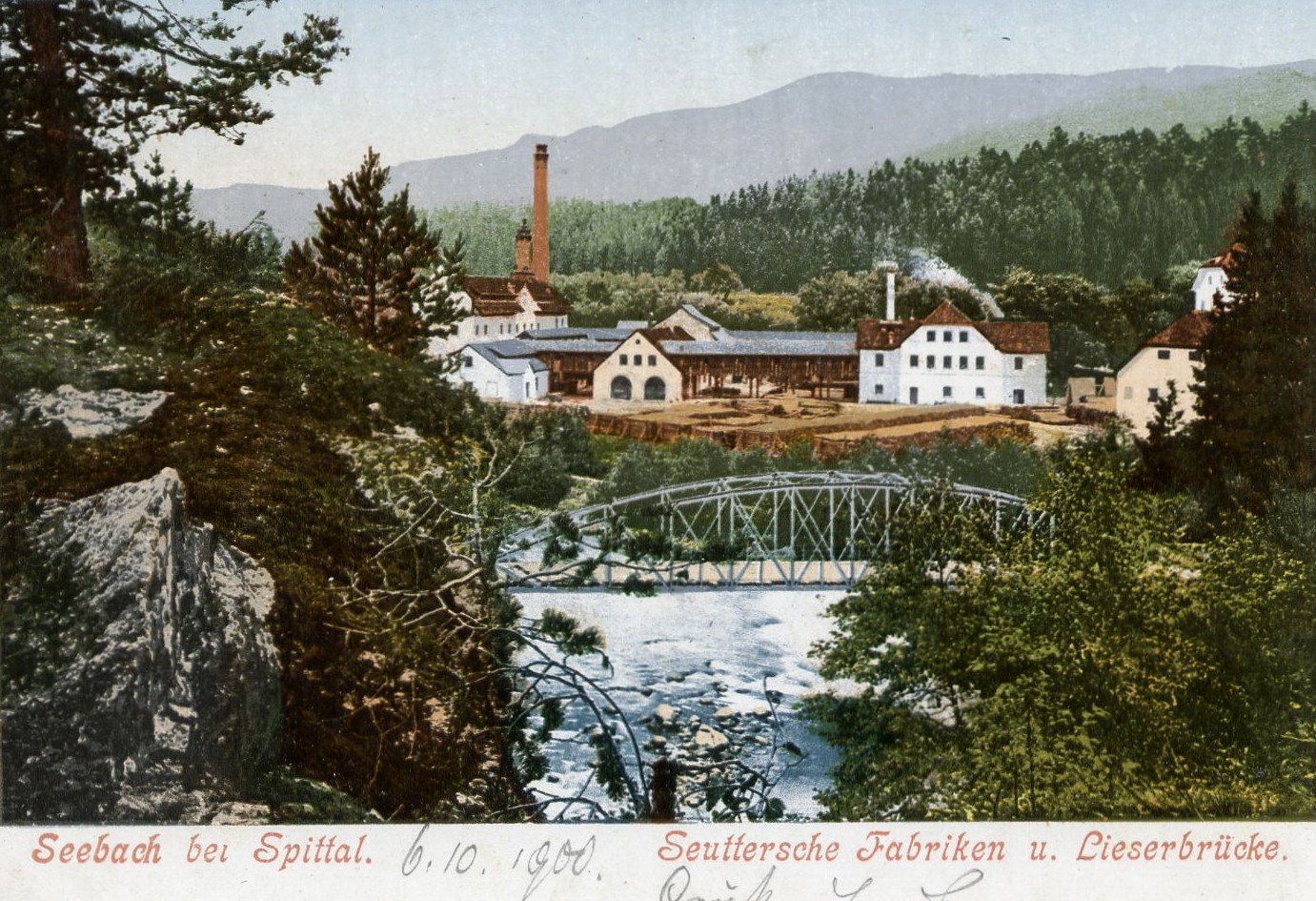
Seuttersche Fabriken und Lieserbrücke in Seebach bei Spittal an der Drau, Kärnten. (Postkarte um 1900)

- [M5] Günter (1869–1933) Ausbildung am Technikum Winterthur (heute Zürcher Hochschule für Angewandte Wissenschaften), tätig bei Seutter & Co in Untereggendorf und in Seebach; Erbe der Villa Seutter in Hacking bei Wien.[16] Er war verheiratet mit Therese, geb. Kaizl (1871–1947), Schauspielerin am k.k. Hoftheater (Burgtheater) in Wien und Schriftstellerin unter dem Pseudonym Therese Hebbel. Wie ihre ältere Schwester Christine nannte sie sich nach ihren berühmten Großeltern, der Schauspielerin Christine Hebbel, geb. Enghaus, und dem Dichter Friedrich Hebbel. Günter und Therese hatten eine Tochter: [N1] Christine (1898–1974), verehelichte Gräfin von Galler zu Schwarzeneck.
- [M6] Werner (1871–1901) Diplomaten-Ausbildung 1890–95 an der k.k. Orientalischen Akademie; k.k. Leutnant der Reserve; 1896 Ernennung zum Konsularattaché, bei gleichzeitiger Zuteilung zu einem Bezirksgericht in Wien; 1897 dem Konsulat in Bukarest zugeteilt; k.k. Vizekonsul in Bukarest.
- Marchesa Anna Tacoli dei Marchesi di San Possidonio und ihr Bräutigam Oberleutnant Rüdiger Seutter von Loetzen. Verlobungsfoto, Wien, 1904.Schloss Trautenburg bei Leutschach, Steiermark, vor 1866.[M7] Rüdiger (1873–1940)[15] Offizier und Gutsverwalter. Oberleutnant, Fechtlehrer, Rittmeister; 1908 Ordonanzoffizier am Militärkommando Graz für das Rote Kreuz und für Kriegsgefangenen- und Flüchtlingslager, aktiviert 1. Mai 1915; ab 20. März 1916 im Armee-Oberkommando Ordonanzoffizier von Feldmarschall Franz Kanik und von August 1916 bis Mai 1918 Ordonanzoffizier und persönlicher Adjutant von General Conrad von Hötzendorf. Die erhoffte Standeserhöhung (Verleihung des Freiherrnstandes) blieb über die Regierungszeit Kaiser Franz Josephs hinaus unerledigt.[20] Am 9. Oktober 1918 wurde er als letzter Offizier (Rittmeister der Garde) in die k.k. Arcièren-Leibgarde zur Bewachung der Hofburg und von Schloss Schönbrunn in Wien aufgenommen, und auf Befehl 1918 übergab er die Hofburg an die „Revolutionäre“. Zum 1. Januar 1919 wurde er pensioniert. Nach dem Verkauf 1916 des 1907 erworbenen und erfolgreich bewirtschafteten Guts und Schlosses Trautenburg bei Leutschach in der Steiermark lebte er in Graz-Laßnitzhöhe als Geschäftsführer des Waldbesitzerverbandes. 1931–1938 war er geschäftsführendes Ausschussmitglied der Landesgruppe Steiermark der Vereinigung Katholischer Edelleute in Österreich. Anlässlich seiner Hochzeit 1905 mit Anna Marchesina Tacoli dei Marchesi di San Possidonio (1876–1961) war er zum katholischen Glauben übergetreten. In der Pfarrkirche von Leutschach erinnern die Wappen der Familien Seutter von Loetzen und Tacoli im Glasfenster nahe dem Hochaltar an seine kräftige Unterstützung beim Neubau des 1911 eingeweihten Gotteshauses. Seine Söhne verbanden sich mit dem österreichischen Hochadel: [N1] Botho (1905–1975) ehelichte Eugenie Gräfin von Vrints zu Falkenstein, war tätig u. a. bei Seutter & Co. und bewirtschaftete verschiedene Güter; [N2] Rueff (1906–1985) ehelichte Anna Gräfin von Sternberg und war Jurist und Polizeioffizier; [N4] Wolfgang (1916–1973) ehelichte Idella-Maria Scarborough Horsey, verwitwete Gräfin von Herberstein, und war Offizier im österreichischen Bundesheer und nach 1945 Legationsbeamter an der österreichischen Botschaft in Washington.

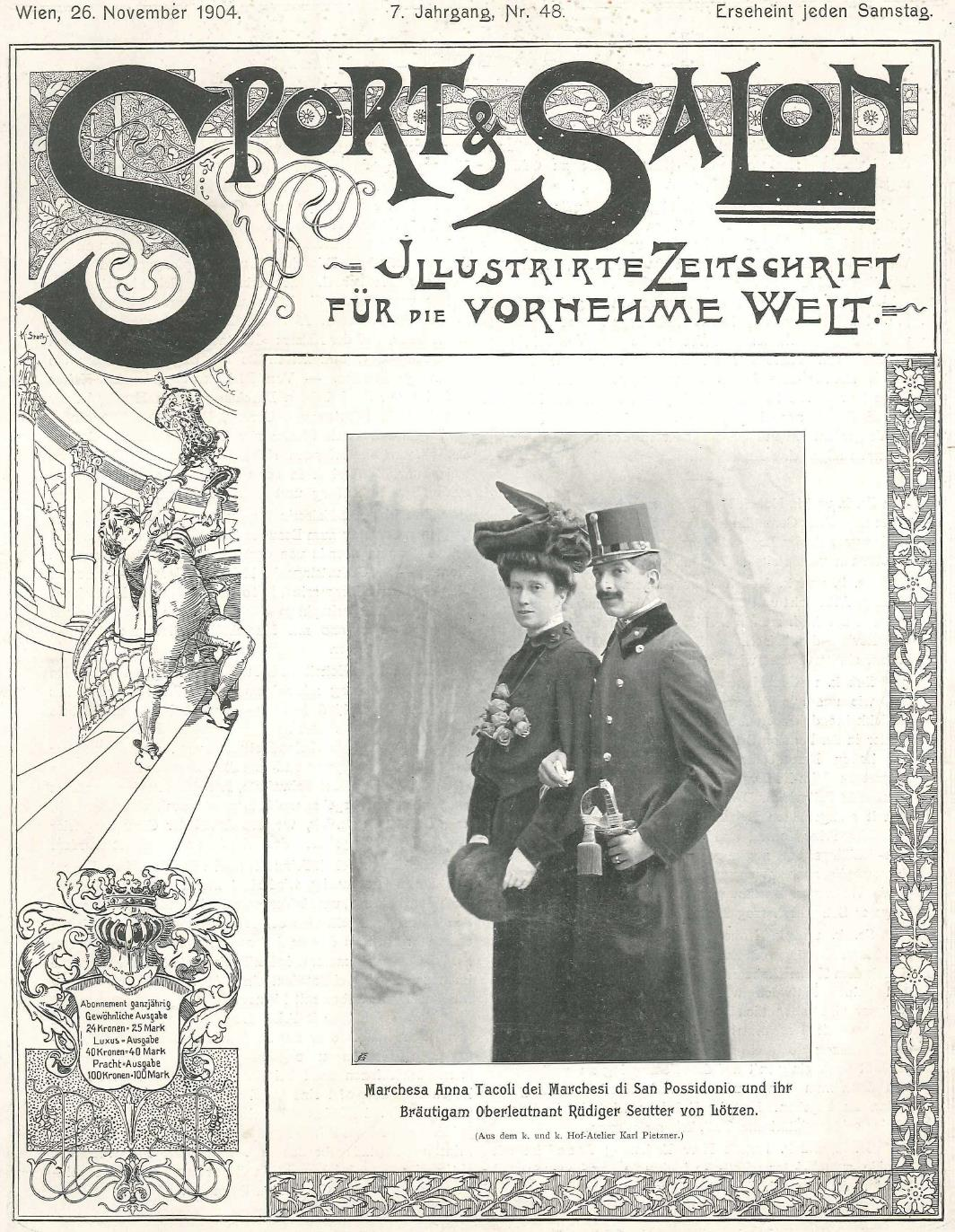
Marchesa Anna Tacoli dei Marchesi di San Possidonio und ihr Bräutigam Oberleutnant Rüdiger Seutter von Loetzen. Verlobungsfoto, Wien, 1904.

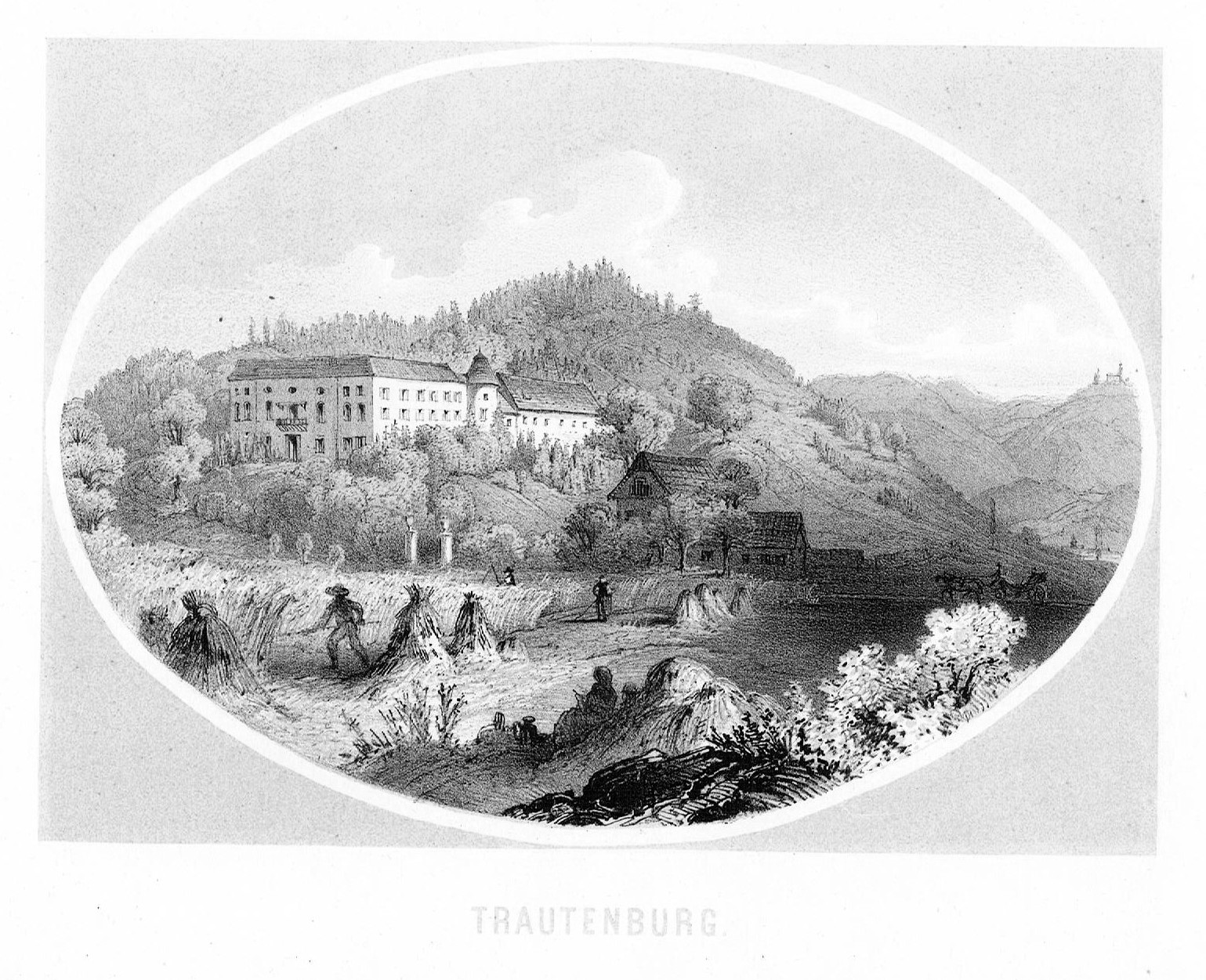
Schloss Trautenburg bei Leutschach, Steiermark, vor 1866.

- [M8] Gotthold (1874–1904) Gymnasium in Wien, Handelsakademie in Prag, stellvertretender Direktor der Creditanstalt in Reichenberg (Böhmen).
- [M9] Elisäus (1878–1955) Kaufmann, Berufsoffizier (zuletzt Major). Nach der Handelsausbildung Militär-Reitlehrer in Wien, Brünn, Galizien; Rittmeister im k.k. Dragonerregiment Nr. 5; persönlicher Adjutant beim Armee-Kommandanten General der Kavallerie Rudolf Johann von Brudermann; Eisernes Kreuz 2. Klasse, Franz-Josef-Orden, Militär-Verdienstmedaille Signum Laudis in Bronze und in Silber, türkische Liakat-Medaille, türkischer Halbmond-Orden, Rotes Kreuz Ehrenzeichen 2. Klasse; ab 1917 Ehrenritter des Johanniterordens (Baden-Württembergische Kommende, Balley Brandenburg); Übersetzer, Fremdsprachen-Korrespondent, Sprachkurse; tätig im niederländischen Hilfskomitee für Wiener Kinder, Nansen-Flüchtlingshilfe, Rotes Kreuz; 1943 als Major pensioniert; nach dem Krieg Verkauf seines Hauses, großteils gespendet zum Wiederaufbau der evangelischen Kirche und Pfarre Wien-Dorotheergasse.
- [M10] Marianne (1880–1971) verehelichte Reichsfreiin von Teuffenbach zu Tiefenbach und Massweg

Alle Zweige der österreichischen Seutter von Loetzen sind erloschen im Mannesstamm.

#### Ast der Seutter von Loetzen, resp. von Seutter, in den USA
[L13] Elisäus (1827–1901) war ein weiterer Sohn von Johann Adam. Schon während der Kaufmannsausbildung bei seinem ältesten Bruder Eduard reifte sein Entschluss, das Glück in Amerika zu suchen. 1848 wanderte er aus, noch ohne seine Braut Julie Hoch (1826–1900) aus Prag. 1853, nach den vorgeschriebenen 5 Jahren, war er Bürger der USA geworden, und kam als erfolgreicher Uhrmacher und Juwelier, später auch Fotograf, in Raymond bei Jackson in Mississippi, zurück nach Prag, um seine große Liebe zu heiraten. Dann in den USA bekamen sie 8 Kinder, von denen die noch heute bestehenden Zweige der Von Seutter in den USA abstammen.

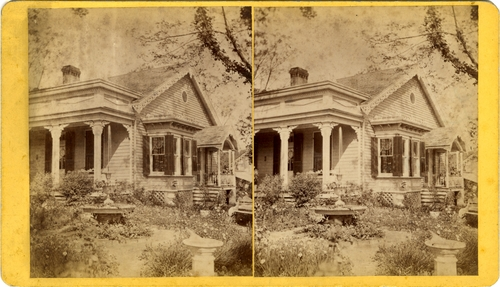
Stereoskopische Aufnahme von Ivy Cottage in Jackson, Mississippi

Die Fotografien von Elisäus und seinem Sohn [M1] Armin (1915–1966) gelten als technisch und künstlerisch besonders wertvoll. Anfangs waren es Daguerreotypien, bald auch Silber-Halogenid-Platten. Die im Historic Resources Inventory, Mississippi Department of Archives and History (MDAH), in Jackson City ausgestellte Sammlung ist im Internet abrufbar, unter anderem die stereoskopische Aufnahme seines Hauses in Ivy Cottage.

### Stamm Johannes (erloschen im Mannesstamm)
[K12] Johannes (1787–1852), ebenfalls ein Sohn von Johann Michael (III.), erhielt 1808 die Quincaillerie- und Plangeur-Gerechtigkeit in Lindau, siedelte aber nach Nürnberg, wo er eine Quincaillerie-Handlung betrieb. Zwei seiner Söhne wanderten aus:
- [L3] Marquard (1812–1853) war Kaufmann und Daguerrotypist (Fotograf) in Paris, Florenz und zuletzt auf Mauritius.
- [L4] Balduin (1814–1889/99) zog nach Mauritius zu seinem Vetter Falckh und seinen Schwägern Mazery.

Alle Zweige der Nachkommen von Johannes sind erloschen im Mannesstamm.

## Heutige Namensträger
Auch heute, da seit über 100 Jahren der Adel in Deutschland und Österreich abgeschafft ist, gibt es Seutter von Loetzen in Deutschland, Von Seutter in den USA und anscheinend Seutter in Ungarn, die dem historischen Adel angehören und dem historischen Namens- und Adelsrecht nach berechtigt sind bzw. wären, den ehemals adeligen Namen und das Wappen zu führen. Abgesehen von ihren Ehefrauen sind sie Nachkommen von Johann Adam (1784–1862) aus der Lindauer Linie.
Unter dem historischen Adelsrecht verstehen die Adelsverbände des deutschen Sprachraums das in Deutschland (und ähnlich in Österreich) bis 1918 geltende und zum öffentlichen Recht zählende Adelsrecht. Adelig waren demnach – abgesehen von neu nobilitierten Personen – die ehelichen Kinder eines adeligen Mannes; auch seine Ehefrau (ggf. bürgerlicher Abstammung), sofern sie seinen Namen angenommen hatte und von ihm nicht geschieden war. Der in Marburg an der Lahn beim Deutschen Adelsarchiv angesiedelte Deutsche Adelsrechtsausschuss (ARA) wendet dieses Recht in richterlicher Unabhängigkeit auf aktuelle adels- und namensrechtliche Fragen an, als ob es auch heute in Kraft wäre. Vor allem wird verbindlich entschieden, ob eine heute lebende Person als dem historischen Adel zugehörig anzusehen ist und demnach in das Genealogische Handbuch des Adels eingetragen und in einen Adelsverband aufgenommen werden kann.
Das heute geltende Namensrecht ermöglicht aber auch anderen Personen – und in der Folge ihren Angehörigen – das Tragen des ehemals adeligen Namens. Wobei in Deutschland jeder adelige Name als Wortlaut eines bürgerlichen Namens gilt; Österreich hingegen verbietet generell das Führen von Adelsprädikaten. Konkret gibt es Personen und ihre Familien, die den Geburtsnamen Seutter von Loetzen oder Seutter ihrer Ehefrau oder Mutter führen. Auch wurden Personen aus erbrechtlichen Gründen von ihren als Seutter von Loetzen geborenen kinderlosen Onkeln bzw. Tanten adoptiert und es kam zu den Doppelnamen Hauser-Seutter, Harms-Seutter, Keller-Seutter und Lieben-Seutter in Österreich und Curtius Seutter von Loetzen in Deutschland.

## Bekannte Angehörige des Geschlechts
Bekannt geworden sind u. a. folgende Familienangehörige (nach dem Geburtsdatum gereiht):
- Johann Conrad Reichsfreiherr Seutter von Lötzen (1657–1730) auf Atzelsberg und Steinach; Diplomat
- Johann Michael (I.) Seutter von Loetzen (1682–1768) ab 1711 Bürger von Lindau, 1712 in der Patriziergesellschaft „Zum Sünfzen“; oftmals Bürgermeister, im Stadtgericht, im Inneren Rat, Senator; auch k.k. Kommerzienrat und österreichischer Obersalzfaktor; lässt 1729-1730 das „Haus zum Cavazzen“ am Marktplatz in Lindau erbauen.
- Johann Michael (III.) Seutter von Loetzen (1746–1815) Handelsherr; letzter Bürgermeister der souveränen Reichsstadt und der erste der bayerischen Stadt Lindau im Bodensee; bewahrte Lindau 1809 vor der Plünderung durch Aufständische aus Vorarlberg
- Johann Georg Freiherr Seutter von Lötzen (1769–1833), Patrizier von Ulm, Forst- und Finanzmann im Königreich Württemberg, Begründer einer staatswirtschaftlichen Forstkunde[8][9]
- Albrecht Ludwig Seutter von Lötzen (1773–1850) Patrizier von Ulm, Kreisfinanzdirektor in Ulm und Regensburg, ab 1803 Landes-Direktionsrat der bayerischen Provinz Schwaben in Ulm, 1817 Direktor des Obersten Rechnungshofes in München, Commandeur des bayerischen Michaels-Ordens, 1848 republikanischer Abgeordneter zum Frankfurter Parlament, Autor der wissenschaftlichen Publikation „Die Besteuerung der Völker“.[11]
- Theodor August Seutter von Lötzen (1778–1841), Patrizier von Ulm, großherzoglich-badischer Generalmajor, später in königlich-württembergischen Diensten, Ehrenbürger von Rastatt
- Eduard Seutter von Loetzen (1809–1879) Kaufmann und Bankdirektor in Prag[15]
- Carl Stephan Freiherr Seutter von Lötzen (1811–1884), großherzoglich-badischer Generalleutnant, Adjutant des Kriegsministerialpräsidenten, Gouverneur der Bundesfestung Rastatt[12]
- Carl Friedrich Seutter von Loetzen (1820–1892), Kaufmann und Industrieller in Wien, u. a. österreichischer Reichstagsabgeordneter[18]
- Elisäus Von Seutter (1827–1901), Uhrmacher, Juwelier und bedeutender Fotograf in Jackson, Mississippi, USA
- Wilhelm Freiherr Seutter von Lötzen (General, 1839) (1839–1922), königlich-württembergischer Generalleutnant
- Erwin Freiherr Seutter von Lötzen (1854–1926), königlich-württembergischer Oberst, nach 1918 deutscher Generalmajor; Ehrenritter und Rechtsritter des Johanniter-Ordens
- Wilhelm August Freiherr Seutter von Lötzen (General 1859) (1859–1929), großherzoglich-badischer Generalmajor, Flügeladjutant 1903–1918 des Großherzogs, preußischer Generalleutnant, Ehrenritter des Johanniter-Ordens
- Hermann Seutter von Loetzen (1863–1908) Industrieller in Wien[18]
- Johann (Hans) Konrad Seutter von Loetzen (1864–1907), k.k. Verwaltungsbeamter in Österreich, Bezirkshauptmann in Zell am See (Land Salzburg)[15]
- Rüdiger Seutter von Loetzen (1873–1940), k.k. Offizier, nach 1918 Gutsverwalter in Österreich[15]
- Hans Freiherr Seutter von Lötzen (1875–1968), deutscher General der Infanterie[10]
- Hans-Adam Seutter von Loetzen (1897–1934) Dr. phil. (Chemiker), Fabrikant und Gutsbesitzer, gefallen im Kampf gegen nationalsozialistische Putschisten in Millstatt, Kärnten[19]
- Wilhelm Seutter von Loetzen (1901–1982), bayerisch-monarchistischer Widerstandskämpfer während des Nationalsozialismus

### Gesamtdarstellungen
- Lindauer Familienchronik der Seutter von Loetzen. Verfasst und handschriftlich aufgezeichnet von Angehörigen der Seutter von Loetzen: Erstellt 1855–1865 von August (1818–1868) und weitergeführt 1879–1904 von Hermann (Ermanno) Carl (1853–1911), mit späteren Ergänzungen insbesondere von Richard (1855–1911), Erich (1890–1965), Helene (1893–1985) und Regine (1923–2021). Ein Exemplar einer 1996/1997 von Hans Jakob Egg erstellten Maschinen-Abschrift ist im Stadtarchiv Lindau (B) hinterlegt.
- Chronik der Freiherren Seutter von Lötzen. Mehrere Bände.
- Jacob Christof Iselin: Seutter von Letten. In: Jacob Christoff Beck, August Johann Burtorff (Hrsg.): Neu-vermehrtes Historisch- und Geographisches Allgemeines Lexicon. (Baselisches Lexikon) 3. Auflage. Supplement Sechster Theil, Ru - Z, 1744, S. 433 ff.
- Georg Andreas Will (1727–1798): Der Nürnbergischen Münz-Belustigungen Acht und dreysigstes Stück, den 20. Sept. 1766. Eine ganz neue und schöne Gedächtniß-Münze auf die löbliche Johann Paul von Seutterische Stipendien- und Armen-Stiftung. In: Johann Sebastian Leitner (1709–1795), Sebastian Leitner (1743–1770) (Hrsg.): Der&#156; Nürnbergischen Münz-Belustigungen ... Theil/ : in welchem so seltne, als merkwürdige Schau- und Geld-Münzen sauber in Kupfer gestochen, beschrieben und aus der Geschichte erläutert worden. III. Theil. Georg Peter Monath, Nürnberg; Christoph Riegels sel. Wittwe, Nürnberg; Nürnberg 1766. S. 297–304. https://www.bavarikon.de/object/bav:BSB-MDZ-00000BSB10387249?p=319
- Hans Marte: Ein Lindauer Patriziergeschlecht im Spiegel der Zeit. In: Der Lindauer Reitende Bote. 26. August 1954.
- Adelige als Bürger von Lindau. Sammlung (E 69) im Stadtarchiv der Stadt Lindau (B)
- Seutter von Lötzen. In: Gothaisches Genealogisches Taschenbuch der Freiherrlichen Häuser. Diverse Bände. Verlag Justus Perthes, Gotha.
- Seutter von Lötzen. In: Genealogisches Handbuch des Adels, Freiherrliche Häuser B. Diverse Bände. C. A. Starke Verlag, Glücksburg (Ostsee).
- Seutter von Lötzen. In: Genealogisches Handbuch des in Bayern immatrikulierten Adels. Diverse Bände.
- Seutter von Lötzen. In: Österreichisches Biographisches Lexikon (ÖBL) ab 1815. Verlag der Österreichischen Akademie der Wissenschaften, Wien, abgerufen am 17. Januar 2024.
- Seuter. In: Historisches Familienlexikon der Schweiz. 2017, abgerufen am 17. Januar 2024.
- Ernst Walter Alther: Ahnentafeln von Bürgern St. Gallischen Ursprungs, mit Ausläufern nach Genf, Nancy, Nürnberg, Ulm, Lucca und Florenz. Amt für Kultur des Kantons St.Gallen, St. Gallen 2004.

### Spezialthemen
- Sibylle Hauser-Seutter, Wolfgang Petz: Der Kemptener Bürgermeister Gordian Seuter war als Vermittler im Bauernkrieg tätig und handelte mit Fürstabt Sebastian von Breitenstein den 'Großen Kauf' aus. Beitrag Nr. 17 im Katalog zur Ausstellung 'Bürgerfleiß und Fürstenglanz – Reichsstadt und Fürstabtei Kempten' in der Kemptner Residenz 16.6. bis 8.11.1998. In: Wolfgang Jahn, Josef Kirmeier, Wolfgang Petz, Evamaria Brockhoff (Hrsg.): Veröffentlichungen zur Bayerischen Geschichte und Kultur. Nr. 38/39. Haus der Bayerischen Geschichte, 1998, S. 89.
- Sibylle Hauser-Seutter: Die „Aufgabe“ des Bürgerrechts von Kempten 1548 durch Gordian und Matthias Seutter. In: Blätter für Heimatforschung und Heimatpflege. Nr. 101. Heimatverein Kempten e. V. im Heimatbund Allgäu e. V., 2001, S. 59–68.
- Johann Baptist Haggenmüller: Geschichte der Stadt und der gefürsteten Grafschaft Kempten. 2. Band: Von Beendigung des Bauernkrieges bis zur Einverleibung in den baierischen Staat. Tobias Dannheimer, Kempten 1847.
- Christoph Hölz, Markus Traub: Weite Blicke. Landhäuser und Gärten am bayerischen Bodenseeufer. Deutscher Kunstverlag, Berlin / München 2009.
- Lucrezia Hartmann: Schau an der schönen Gärten Zier. Historische Gartenanlagen und Villen in Lindau. In: Neujahrsblatt. Nr. 50. Historischer Verein Lindau (B) e. V., 2010.